# 浄瑠璃寺

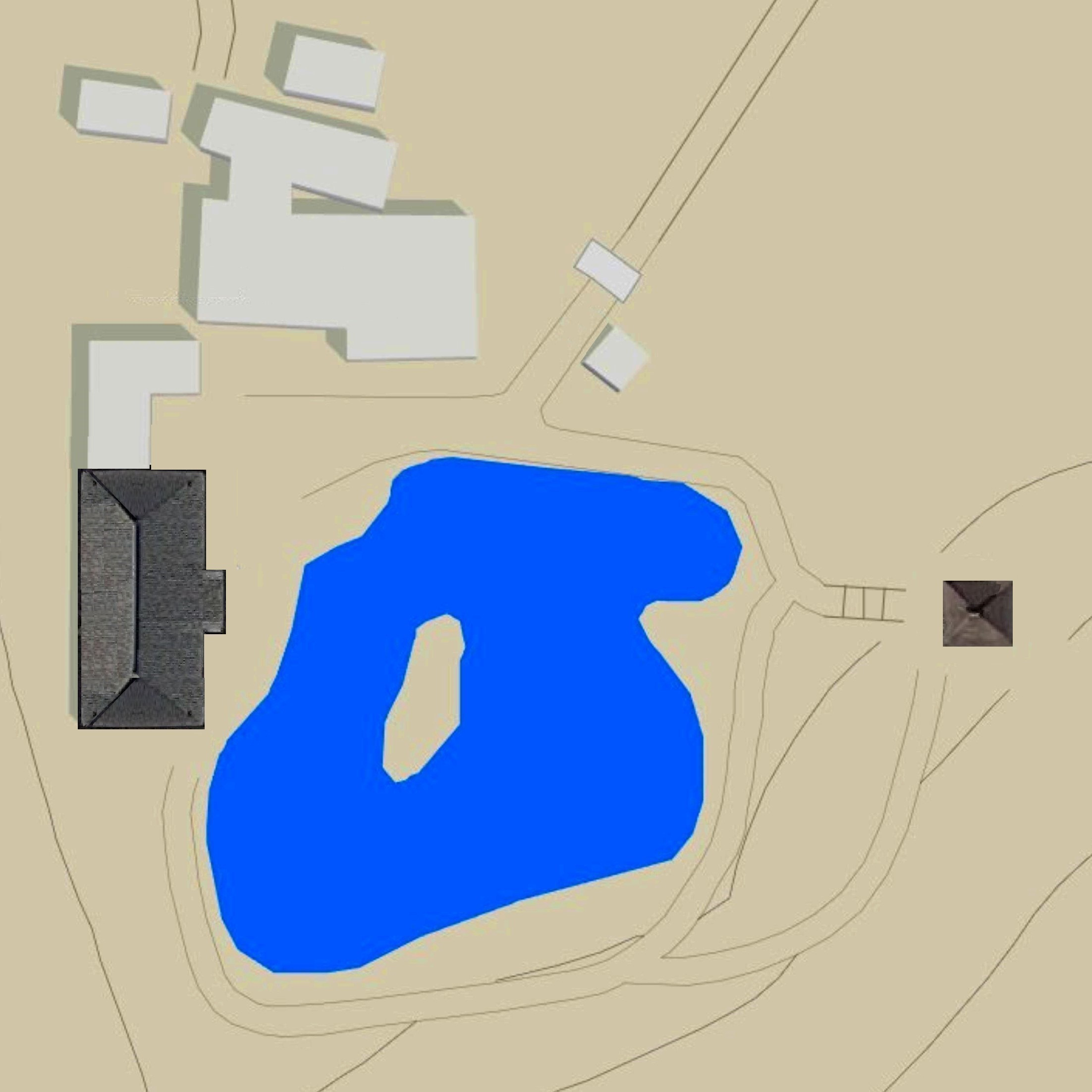
境内概略図 中央の池を挟み、東（図では右）に薬師如来を安置する三重塔、西に阿弥陀如来を安置する本堂が建つ。

浄瑠璃寺（じょうるりじ）は、京都府木津川市加茂町西小（字）札場（にしお ふたば）にある真言律宗の寺院。山号は小田原山。本尊は九体阿弥陀仏・薬師如来。寺名は薬師如来の居所たる東方浄土「東方浄瑠璃世界」に由来する。
本堂に9体の阿弥陀如来像を安置することから九体寺（くたいじ）の通称があり、古くは西小田原寺とも呼ばれた。緑深い境内には、池を中心とした浄土式庭園と、平安末期の本堂および三重塔が残り、平安朝寺院の雰囲気を今に伝える。本堂は当時京都を中心に多数建立された九体阿弥陀堂の唯一の遺構として貴重である。堀辰雄の『浄瑠璃寺の春』にも当寺が登場する。

## 歴史
当寺の所在する旧当尾村地区は「当尾の里」と呼ばれ、付近には当尾石仏群と呼ばれる鎌倉時代にさかのぼる石仏、石塔などが点在している。
古くから小田原と呼ばれ、平安時代の後期には多くの修行僧が集まって丘陵地の谷や峯に庵を営み仏教信仰に勤しんでいた。小田原は大きく東西に二分され、東は随願寺（廃寺）を中心に子院や庵が集まり、西では当寺が中心となり西小田原とも呼ばれていた。行政的には京都府に属するが、地理的には奈良の平城京や東大寺からも近く、恭仁宮跡（奈良時代に一時期都が置かれた）や山城国分寺跡も近い。
当寺の創立については寺に伝わる『浄瑠璃寺流記事』（じょうるりじ るきのこと）が唯一の史料である。『流記事』はいわゆる「縁起」の形式を取らず、寺の歴史に関わる事項について箇条書き風に書かれたもので観応元年（1350年）に古記を書写したものである。しかし、この時に筆写されたのは永承2年（1047年）から貞応2年（1223年）までの歴史に関わる部分のみであり、それ以降の永仁4年（1296年）から観応元年（1350年）までの歴史については新たに書き継がれたものである。
以下、『流記事』の記載に沿って初期の沿革を記す。永承2年（1047年）に義明上人により本堂が建立された。檀那は阿知山大夫重頼であった。これら2名の人物についてはこの『流記事』の記載以外にほとんど知られるところがない。義明については『流記事』の注記から当麻（現・奈良県葛城市）出身であることが知られるのみである。阿知山大夫重頼については、他の記録（『興福寺官務牒疏』）に「佐伯氏」とあるがこれも定かではなく、当地方の豪族とみられる。この永承2年（1047年）が浄瑠璃寺の創建年とみなされている。この時の本堂は『流記事』によれば1日で屋根を葺き終えているので小規模なものであったことがわかる。
それから干支が一巡した60年後の嘉承2年（1107年）に本仏の薬師如来を「西堂」に移したとの記録がある。ただし、「西堂」についての具体的な説明はない。『流記事』はここで別の記録（『戒順坊阿闍梨日記』）を引いて、この時に旧本堂を取り壊してそこに新本堂を建立し、翌年に仏像の開眼供養をしたと説明している。この記録から当寺の当初の本尊（本仏）が薬師如来であったことがわかり、寺号も薬師如来の浄土である東方浄瑠璃世界に由来することもわかる。現・三重塔本尊の薬師如来坐像が当初の本尊であった可能性も指摘されている。また、この嘉承2年（1107年）に建立された新本堂が現存する国宝の本堂であるとするのが通説である。それから50年後の保元2年（1157年）には本堂を西岸に「壊渡」したとの記録がある。「壊し渡す」とは、「解体して移築した」の意に解釈されている。「西岸」とは、池の西岸、すなわち、現存する本堂の建つ位置にほかならない。それ以前の本堂が寺内のどの場所にあったかは定かでないが、地形等からみて池の北岸にあったとする説もある。
なお、当寺の創建時期については、天平11年（739年）に聖武天皇の勅願により行基が開創したという説（嘉吉元年（1441年）興福寺官務牒疏）や、源満仲が天元年間（978年 - 983年）に開いたという説（雍州府志）があるが、いずれも信ぴょう性は薄い。
その後当寺は建造物が増えてゆく。久安2年（1146年）に食堂と釜屋が建設されている。久安6年（1150年）に摂政藤原忠通の子の覚継（のちの恵心）が寺を整備する際に池を築造し、平治元年（1159年）に十万堂が棟上げされている。現存する三重塔は治承2年（1178年）に京都の一条大宮から移築されたものであるという。同年に鐘楼が造立された。建仁3年（1203年）には楼門・経蔵・閼伽井が上棟された。
『浄瑠璃寺流記事』によれば、南北朝時代の正平4年/貞和5年（1349年）頃には、かつての後醍醐天皇の腹心であり、この時期は後醍醐の子の後村上天皇の護持僧（祈祷で天皇を守護する僧）を務めていた南朝高僧の文観房弘真が拠点としていた。同年4月29日および5月9日には文観は舎利宝珠などの霊宝を当寺に寄進している。
中世から近世にかけて当寺は興福寺一乗院の末寺であったが、明治時代初期の廃仏毀釈の混乱期に真言律宗に転じ、奈良・西大寺の末寺となった。

## 本堂
国宝。嘉承2年（1107年）再建。寄棟造、本瓦葺き。桁行11間、梁間4間（ここでいう「間」は長さの単位ではなく、柱間の数を表す）。堂正面の柱間装置は、左右両端間は上半を連子窓、下半を土壁とし、他の9間は板扉とする。隅の柱上に舟肘木を用いるほか、外周の柱上には組物を用いない、簡素な建物である。平面は「九間四面」、すなわち、桁行9間、梁間2間の身舎（もや）の周囲に1間幅の庇をめぐらした形式になる。堂内は板敷きで、身舎の奥寄りに横長の須弥壇を設け、9体の阿弥陀如来坐像を横一列に安置する。天井は身舎、庇とも、天井板を張らず、垂木などの構造材を見せる「化粧屋根裏」とする。安置する9体の阿弥陀如来像のうち、中尊は他の8体より像高が大きく、中尊を安置する堂中央部分の柱間は他の柱間より2倍近く広くなっている。この堂中央部分は左右の部分よりも柱が太くかつ長く、その分、化粧屋根裏の位置も高くなっている。このことから、当初は堂中央部分のみが小堂として造られ、左右の部分は後に付加されたとする説もあったが、1967年（昭和42年）の修理時の所見では、そのように前後2期にわたって建立された形跡はみられなかった。屋根は現状本瓦葺きとするが、承元元年（1207年）と嘉暦3年（1328年）に檜皮を葺き替えた記録があり、元は檜皮葺であった。本瓦葺きとなったのは寛文6年（1666年）であり、堂正面の向拝も江戸時代後期に付加されたものである。
白河院、鳥羽院の院政期を中心とした11 - 12世紀には、多くの九体阿弥陀堂が建立された。これは『観無量寿経』所説の「九品往生」の考えに基づくもので、藤原道長が寛仁4年（1020年）に建立した無量寿院阿弥陀堂（法成寺阿弥陀堂）を最初の例として、記録に残るものだけで30数例を数えるが、そのうち現存するものは浄瑠璃寺本堂のみである。これらの九体阿弥陀堂の多くは天皇家や有力貴族の建立したもので、浄瑠璃寺本堂のように地方の豪族によって建立されたものは珍しい。阿弥陀堂には、平等院鳳凰堂、富貴寺大堂に典型的にみられるように、堂内を極彩色の壁画で飾り立てたものが多いが、浄瑠璃寺本堂にはそうした壁画の痕跡もなく、柱上の組物も用いない（隅柱に舟肘木を置くのみ）など、全体に簡素な造りである点、九体仏のうち中尊を安置する部分の柱間を特に広く造り、求心性の高い建物である点が特色である。
- 木造阿弥陀如来坐像 9躯（国宝） - 阿弥陀如来像を9体安置するのは、『観無量寿経』に説く「九品往生」の考えに基づくもので、藤原道長建立の無量寿院阿弥陀堂（法成寺阿弥陀堂）をはじめとして、記録に残るものは多数あるが、平安時代の作品で現存するものは浄瑠璃寺像のみである。9体とも檜材の寄木造、漆箔仕上げで、像高は中尊像のみが他より大きく、224.0センチメートル、脇仏8体は139.0センチメートルから145.0センチメートルである[注 2]。道長の無量寿院阿弥陀堂の阿弥陀如来像は、9体とも丈六像（坐高約2.4メートル）であった[注 3]。これに対して、浄瑠璃寺像は中尊が丈六よりやや小さい周丈六像、脇仏8体はさらに小さい半丈六像である[注 4]。中尊と脇仏8体とは印相も異なり、前者は右手を挙げ、左手を下げる来迎印、後者は8体とも腹前で両手を組む、「弥陀の定印（じょういん）」である。九品往生のそれぞれに応じて、阿弥陀如来の9種類の印相を説く書物もあるが、浄瑠璃寺像の場合、脇仏8体の印相はすべて共通である。9体の造立年代については、直接証明する史料がなく、研究者によって、9体を同時期の作と見る説と、中尊のみが古く、脇仏8体は時代が下ると見る説がある。すなわち、9体とも永承2年（1047年）の創建時の作とする説、9体とも嘉承2年（1107年）の新本堂建立時の作とする説、中尊は永承、脇仏は嘉承の作とする説などがある。中尊については、定朝の作品として著名な平等院鳳凰堂阿弥陀如来坐像（天喜元年・1053年作）との様式的類似を認めるのが通説であるが、平等院像と浄瑠璃寺中尊像の先後関係については定説がない（仮に浄瑠璃寺中尊像を永承期の作とすると、平等院像より数年先立つ造像ということになる）。脇仏8体相互の間にも、子細に見ると作風の相違がある。裾部分の衣文の処理を見ると、裾を両脚の間にU字形に垂らしたものと、扇形に表したものがある。8体のうち南端（向かって左端）の像については、作風の違いから、鎌倉時代に近い頃の作とする見方もある。各像の蓮華座はおおむね当初のものである。中尊の負う千仏光背は後補のものだが、光背上部に取り付けられた飛天像4体は平安時代の作と認められている[26]。脇仏の光背は、頭光（ずこう、光背のうち、仏像の頭部の背後に位置する部分）の八葉形と光脚（光背の最下部）のみが古く、他の部分は後補である（向かって右から4番目の像の光脚は後補）[27]。なお、九体阿弥陀如来像の像内に納入されていたと伝える阿弥陀の摺仏が寺に伝わっており、その中に長治2年（1105年）の年号を記した紙片を貼付したものがあるが、像内納入状況等が不明であるため、これがただちに像の制作年代を示すものとはいえない[28][29][30]。

- 木造四天王立像（国宝） - 像高167.0 - 169.7センチメートル。寄木造。漆箔・彩色・截金。平安時代後期の作。当初の彩色と截金文様がよく残っている。4体のうち広目天は東京国立博物館、多聞天は京都国立博物館に寄託。他2体（持国天、増長天）は本堂内に安置。多聞天以外の3像の像名については後に入れ替わっている可能性がある。現・持国天像を増長天とする説、現・増長天像を持国天または広目天とする説、増長天と広目天の像名が入れ替わっているとする説などがある[31]。

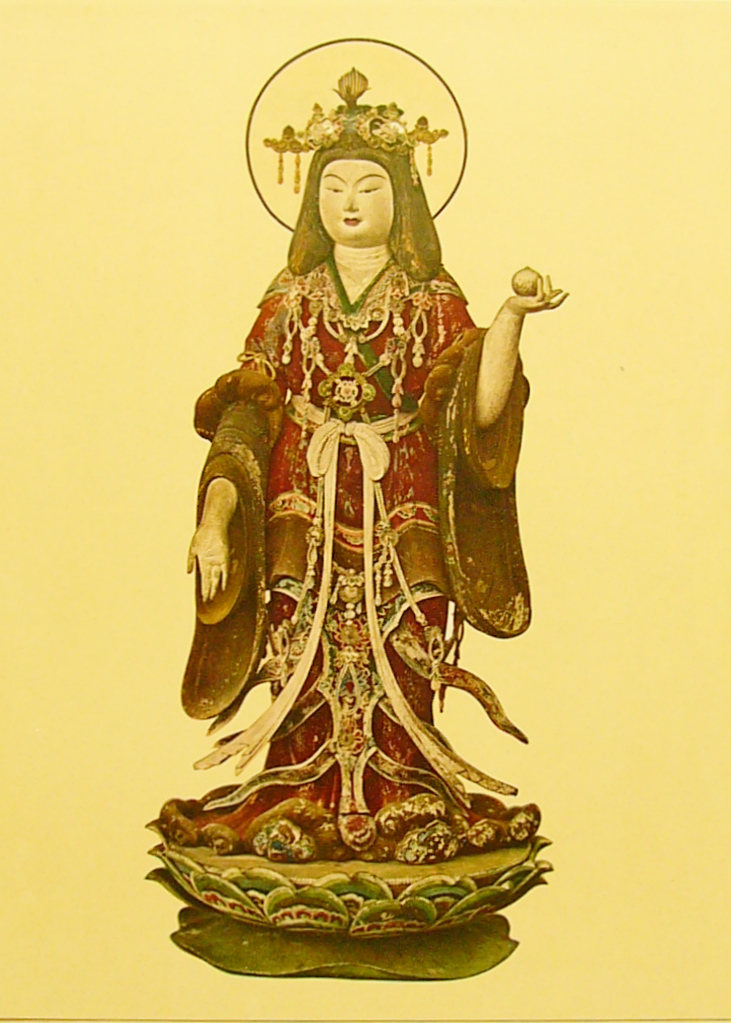
吉祥天立像

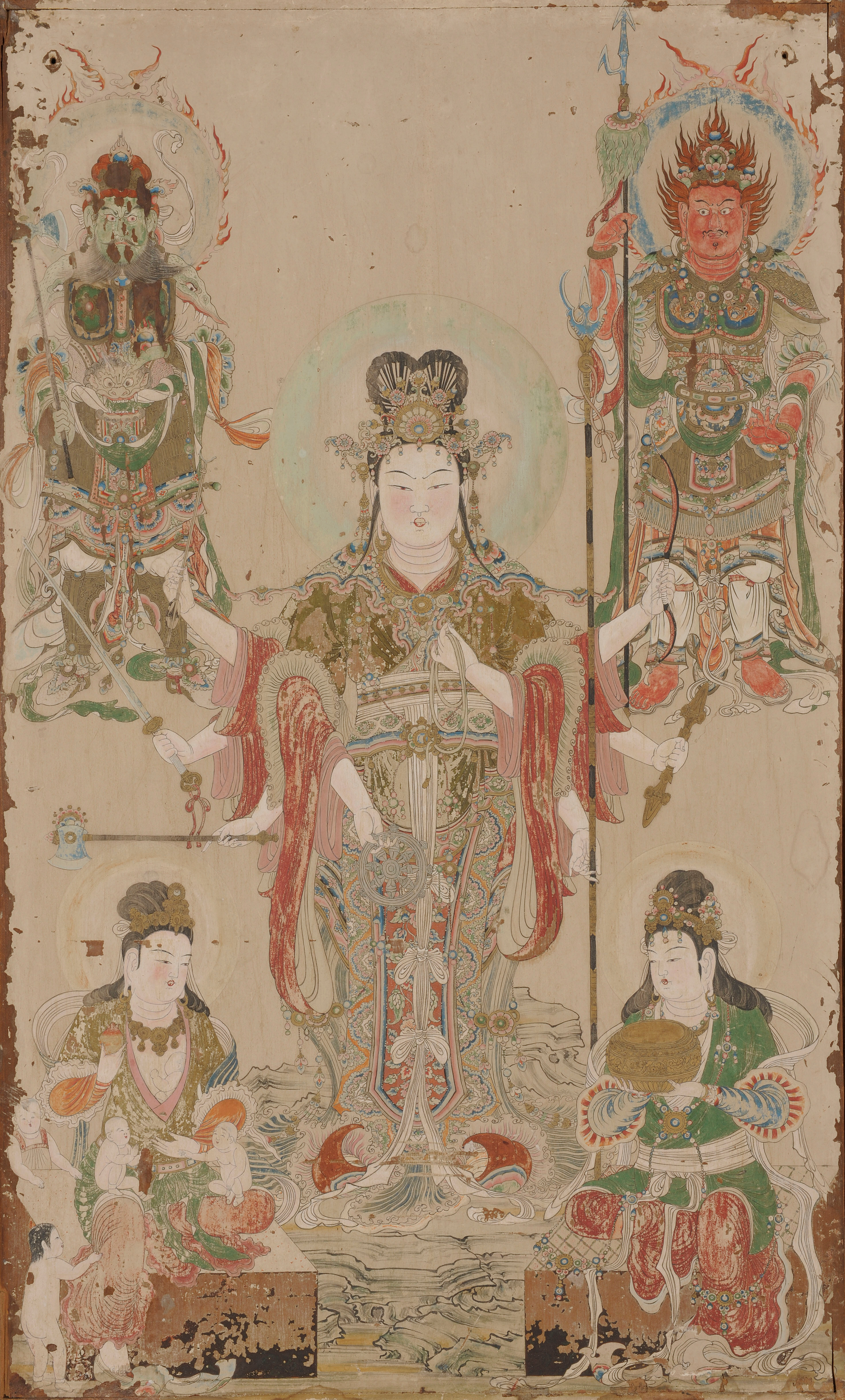
吉祥天像厨子奥壁に描かれた弁才天像（模写、原品は東京芸術大学蔵）

- 厨子入木造吉祥天立像（附：吉祥天摺仏59枚（像内納入品）、革製厨子金具形残欠8片） - 重要文化財。本堂内に安置。像高90.0センチメートル。檜材割矧ぎ造、彩色・截金。『浄瑠璃寺流記事』によれば、鎌倉時代の建暦2年（1212年）に本堂に安置されている。九体阿弥陀の中尊の向かって左に置かれた厨子内に安置され、春、秋、正月の一定期間のみ扉が開かれる秘仏である（公開は1月1日 - 1月15日、3月21日 - 5月20日、10月1日 - 11月30日）。構造はヒノキ材の前後割矧ぎ、割首である。「前後割矧ぎ」とは、一木彫成像をノミで前後に割り放し、内刳（うちぐり）を行ってから接合するものであり、「割首」とは、同様に頸部にノミを入れて頭部と体部を割り放し、内刳を行ってから接合するものをいう。足下にひるがえる衣の部分は別材である。像は蓮華座上に直立し、右腕は下げて与願印（掌を前方に向けて開く）とし、左腕は肘を曲げ、掌を肩の辺に上げて宝珠を捧持する。体部を白肉色とし、衣部は繧繝彩色を含む極彩色とする。『大吉祥天女念誦法』に「身色白にして十五歳の女の如く」とある姿を表現したものである。像は黒漆塗の春日厨子に安置される。この厨子の扉と後壁に描かれた仏画も鎌倉時代の絵画資料として貴重なものである。ただし、オリジナルの扉と後壁は明治時代に流出して東京芸術大学所蔵となっており（1889年（明治22年）、芸大の前身の東京美術学校が購入）、現在の扉と後壁は1976年（昭和51年）に取り付けた模造である。厨子の外面は黒漆塗（正面の2枚の扉の表には竹雀図を描く）で、内面に仏画がある。正面扉の裏には梵天・帝釈天、側面扉の裏には四天王をそれぞれ描き、後壁内面は八臂弁才天立像と四眷属像を描く。四眷属は向かって右下が堅牢地神、左下が訶梨帝母、右上は僧慎爾耶薬叉、左上は像名不詳である。これらの諸像は吉祥天を含めいずれも『金光明最勝王経』に説かれるものであり、全体として吉祥天曼荼羅を構成するものと解される[32][33]。

## 境内

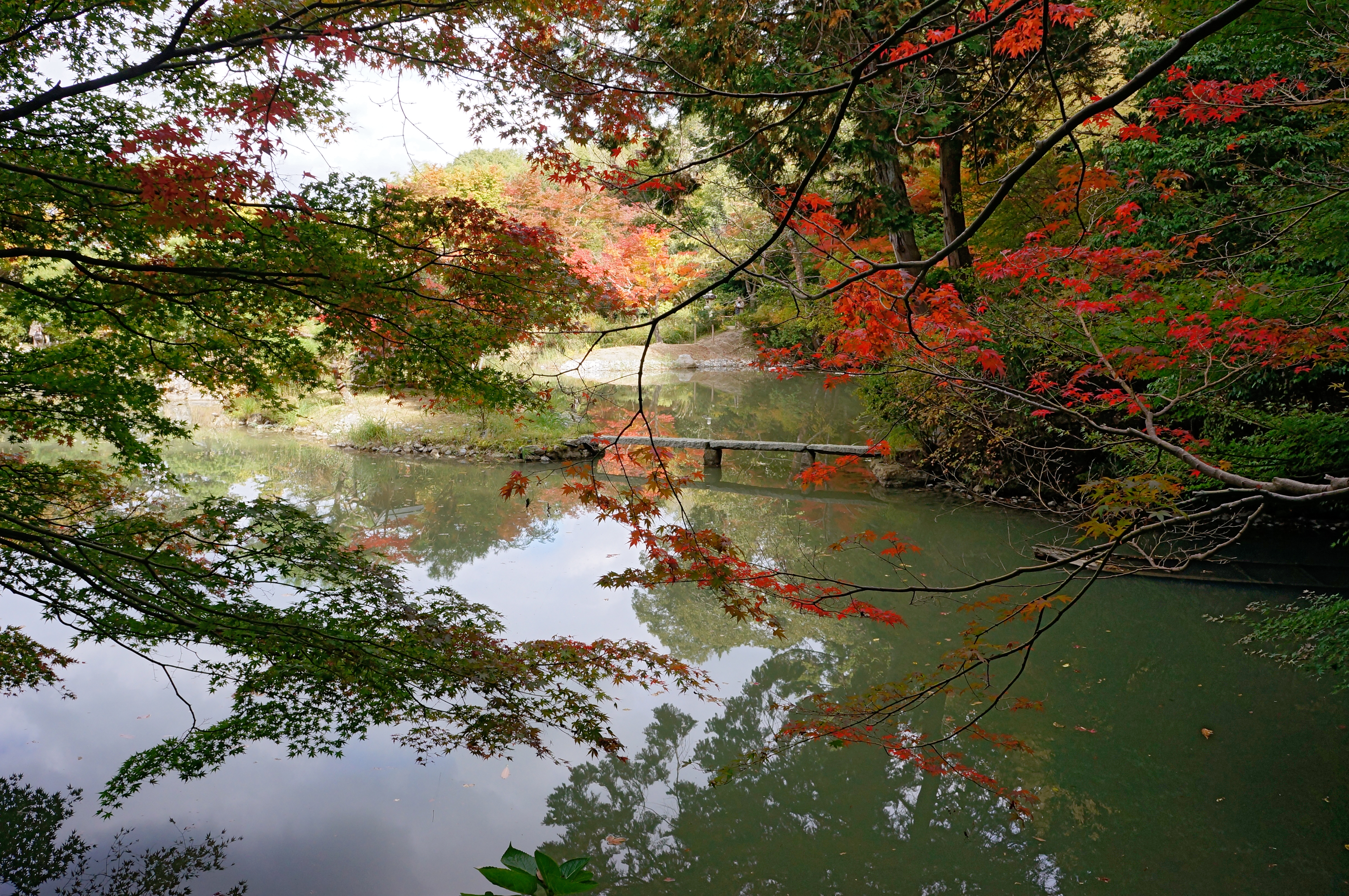
庭園

境内は浄土式庭園を形成している。境内の中心に位置する大きな池は興福寺の恵信（えしん）という僧が掘ったもので、その中央には小島があり、弁才天を祀る祠がある。池の東岸には薬師如来を安置する和様の三重塔、西岸には阿弥陀如来を安置する本堂（九体阿弥陀堂）が位置する。
薬師如来は東方浄瑠璃世界に住み、現世の苦しみを除く仏であり、阿弥陀如来は西方極楽浄土の教主である。薬師如来を東、阿弥陀如来を西に安置することにはこうした意味があり、三重塔のある東岸は「此岸」（しがん、現世）、池をはさんだ西岸は阿弥陀如来のいる「彼岸」であるという見かたもできる。
これら今にある伽藍の原型は、前述のとおり、永承2年（1047年）建立の薬師如来を本尊とする本堂が取り壊され、9体の阿弥陀如来像を安置する新たな本堂が建立された嘉承2年（1107年）に形成されたものと見られる。
池の反対側から本堂を見ると、中央の阿弥陀如来の顔は本堂の庇に隠れて見えないが、池に映った姿を見ると顔も見える。池に映して見ることで、極楽浄土の世界を見るように設計されていた。

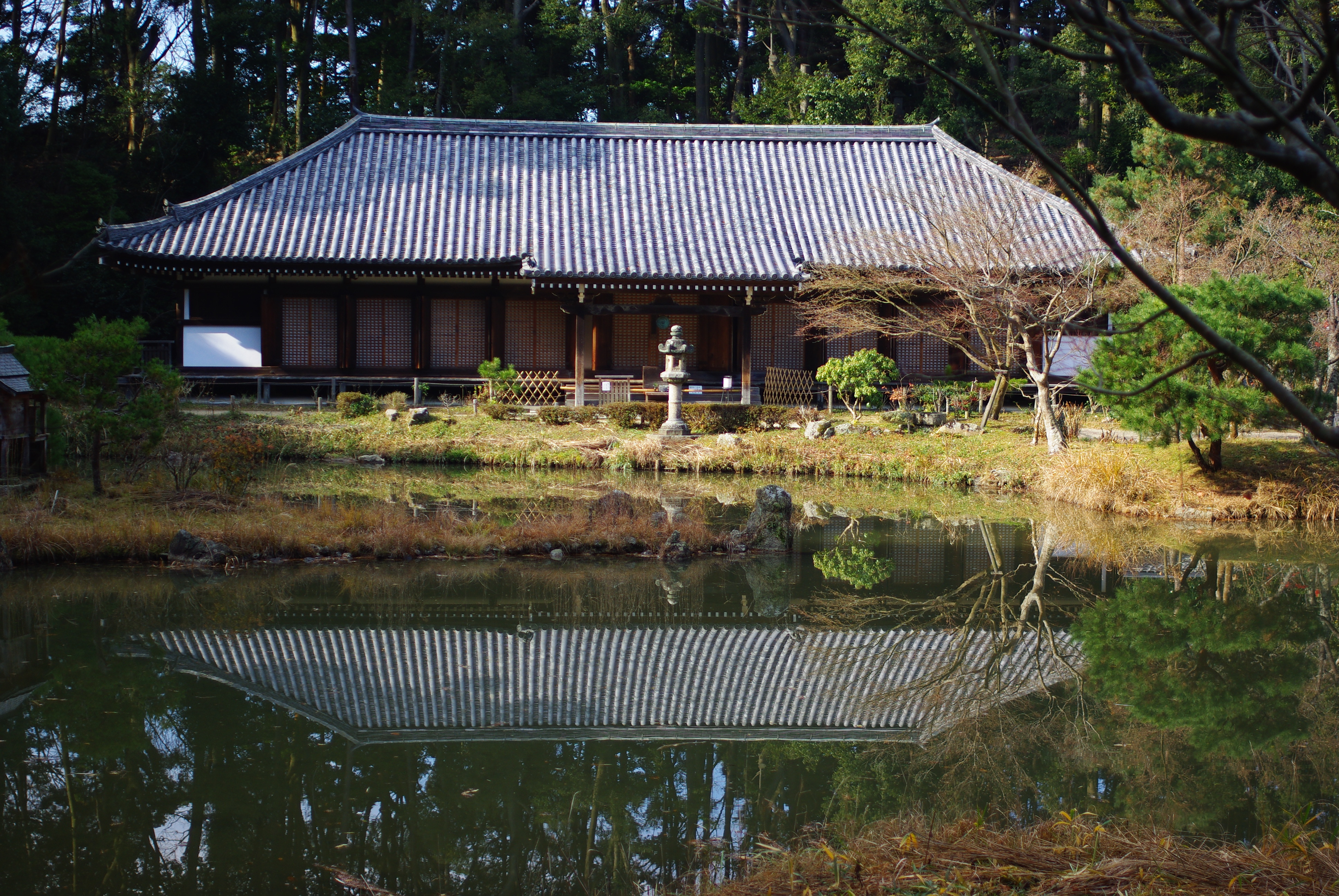
本堂

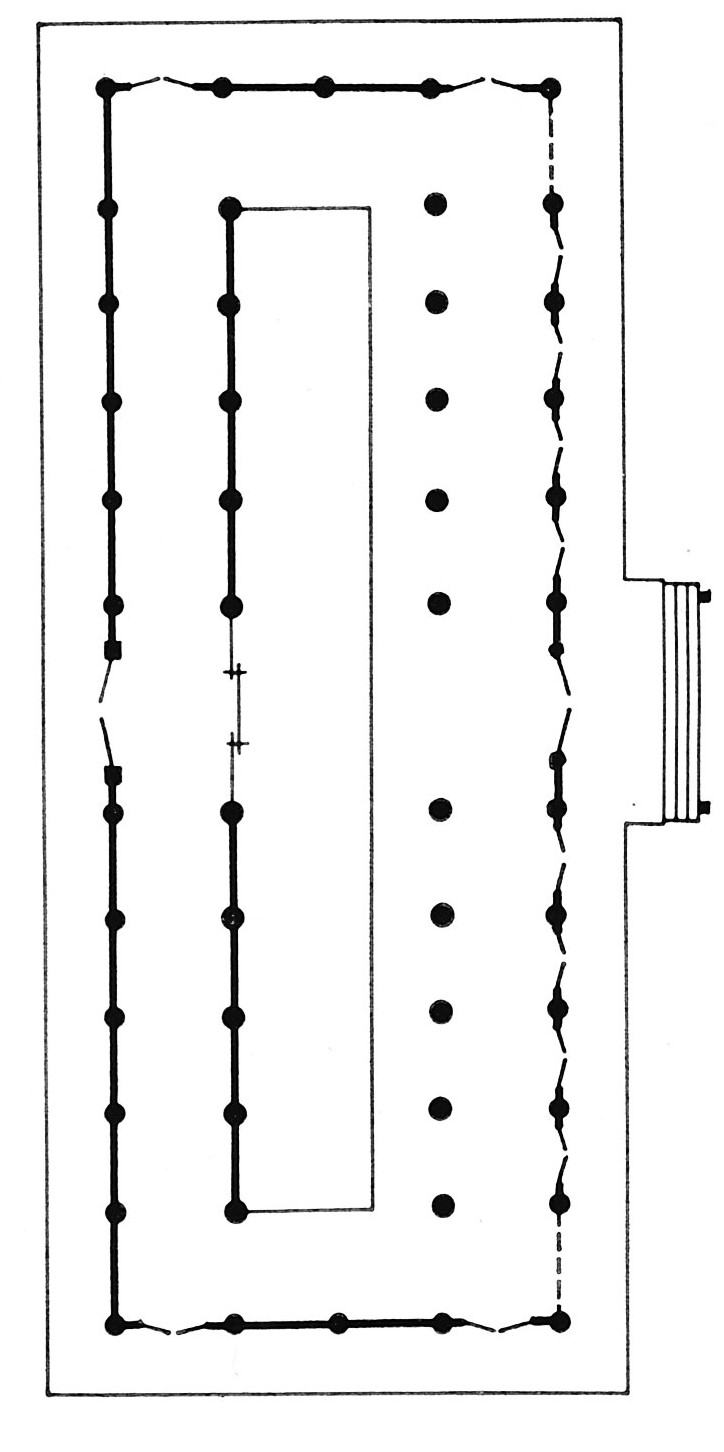
本堂平面図

- 本堂（国宝） - 嘉承2年（1107年）再建。解説は既述。
- 石灯籠（重要文化財） - 南北朝時代造。花崗岩。六角型（般若寺型）。
- 庭園（国の特別名勝・史跡） - 浄土式庭園。
- 弁天社
- 本坊
- 灌頂堂（京都府暫定登録有形文化財） - 慶安5年（1652年）再建。
- 鐘楼
- 三重塔（国宝） - 『浄瑠璃寺流記事』によると治承2年（1178年）、京都の一条大宮から移建したとするが、もともとどこの寺院にあったものか不明である。構造上の特色は、初層内部には柱がないことで、心柱は初層の天井から立てられている。浄瑠璃寺に移築された後、初層内部に仏壇を置きその上に薬師如来像（重文、秘仏）が安置された。初層内部の壁面には十六羅漢像などの壁画が描かれている。
- 石灯籠（重要文化財） - 貞治5年（1366年）造。花崗岩。六角型（般若寺型）。「貞治五年丙午正月十一日造立之為法界衆生願主阿闍梨祐実」の銘が刻まれている。
- 鎮守社跡 - 基壇が残っている。
- 山門
- 奥之院 - 山門から徒歩15分ほど山道を下った谷合に奥之院がある。昔の行場であったと伝わる。
  - 瑠璃不動磨崖仏 - 斜面上方、砂岩の滝となっている岩面に永仁4年（1296年）彫られた摩崖仏が残っているが上半身が剥落し、上部に下半身、一段下に上半身がある[35][36][37][38][39]。

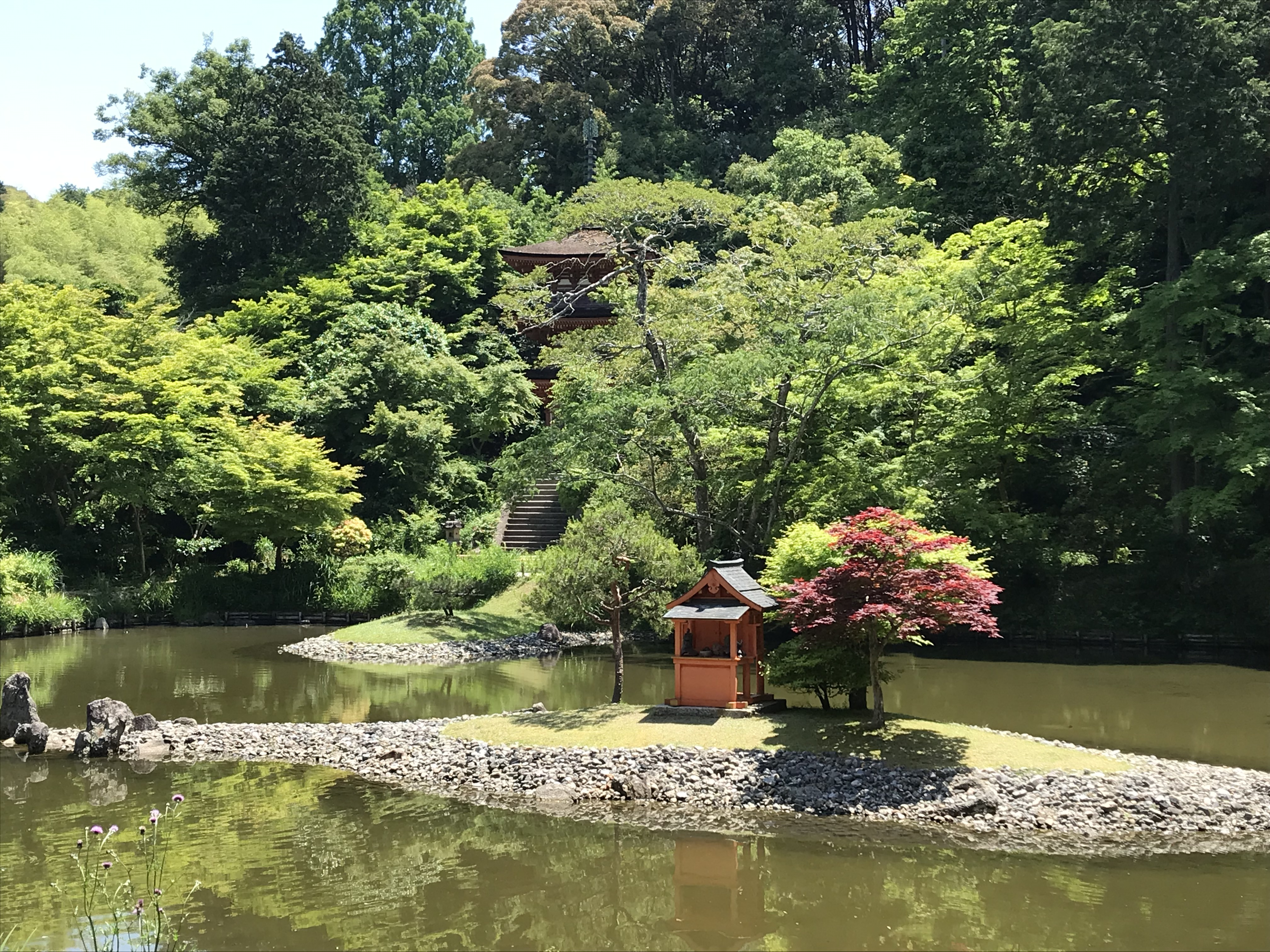
弁天社
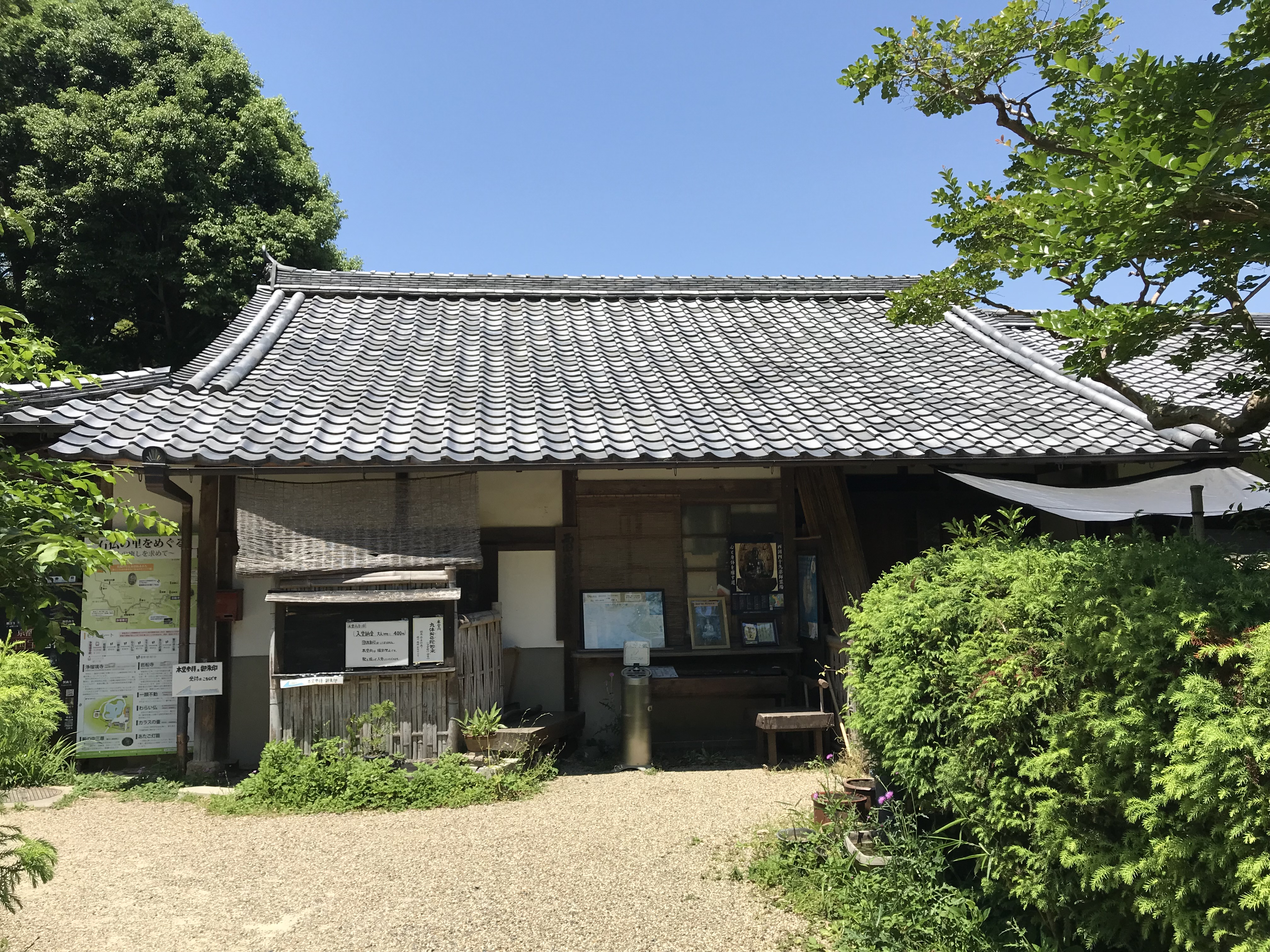
本坊
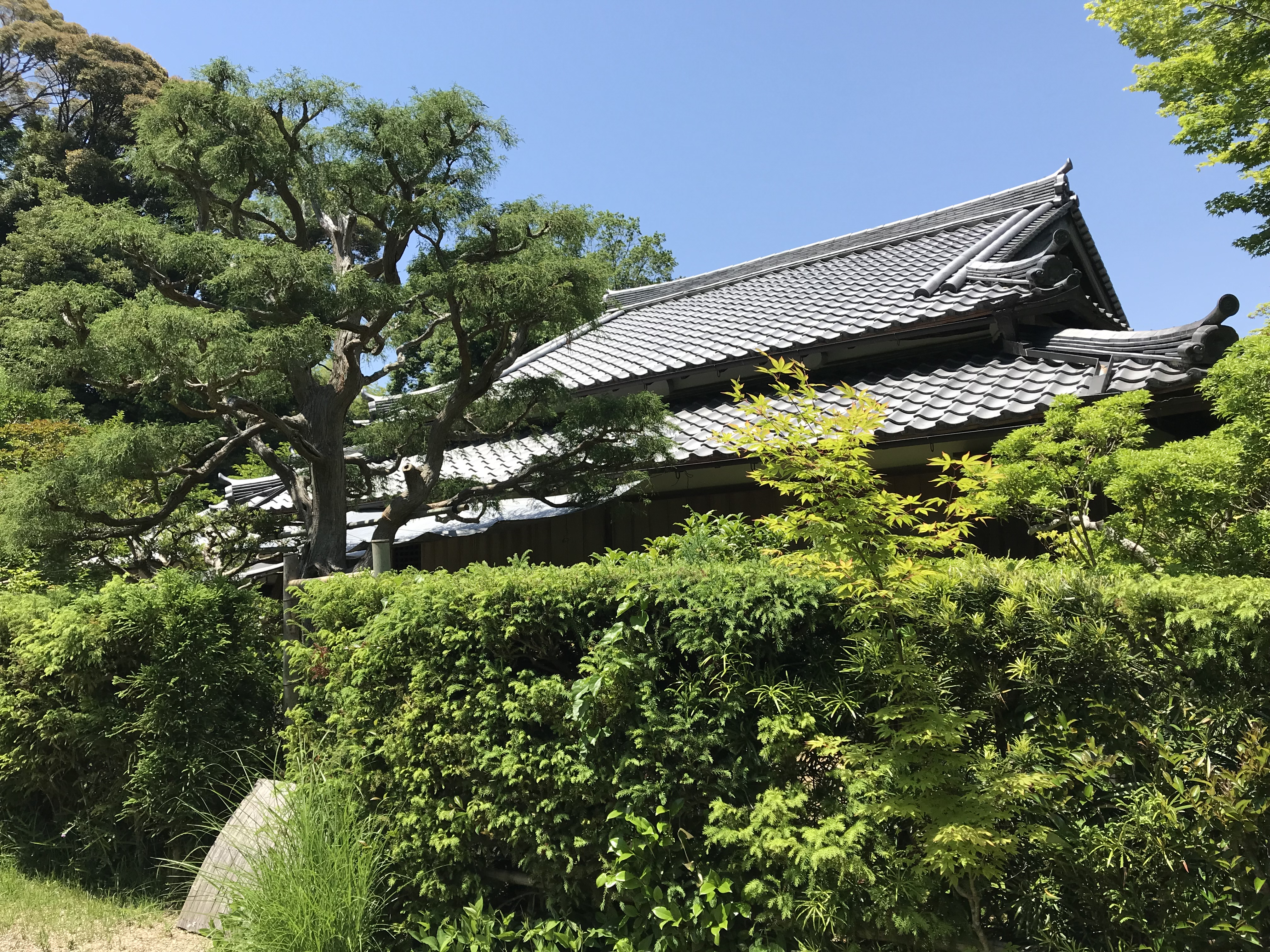
灌頂堂
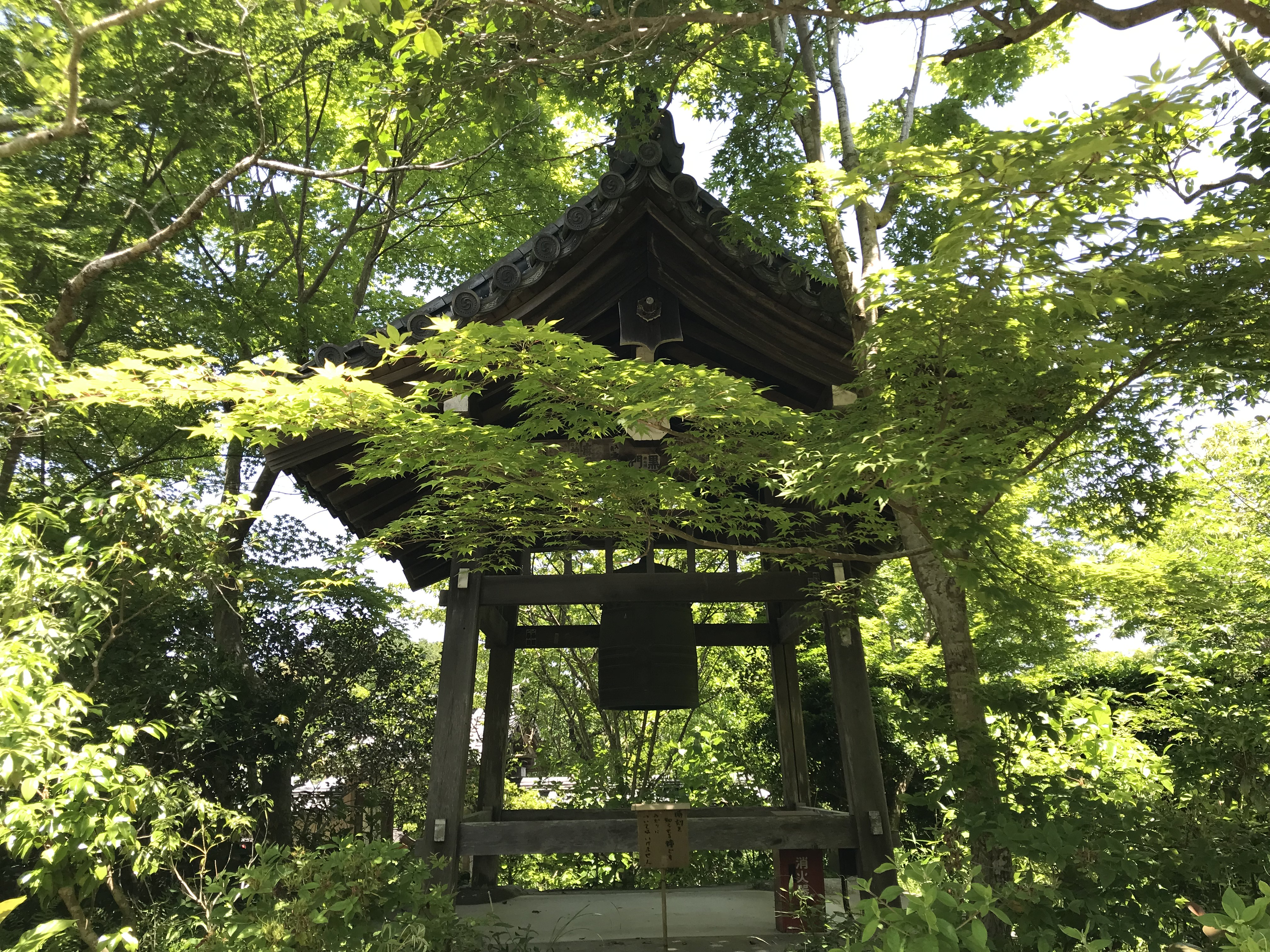
鐘楼
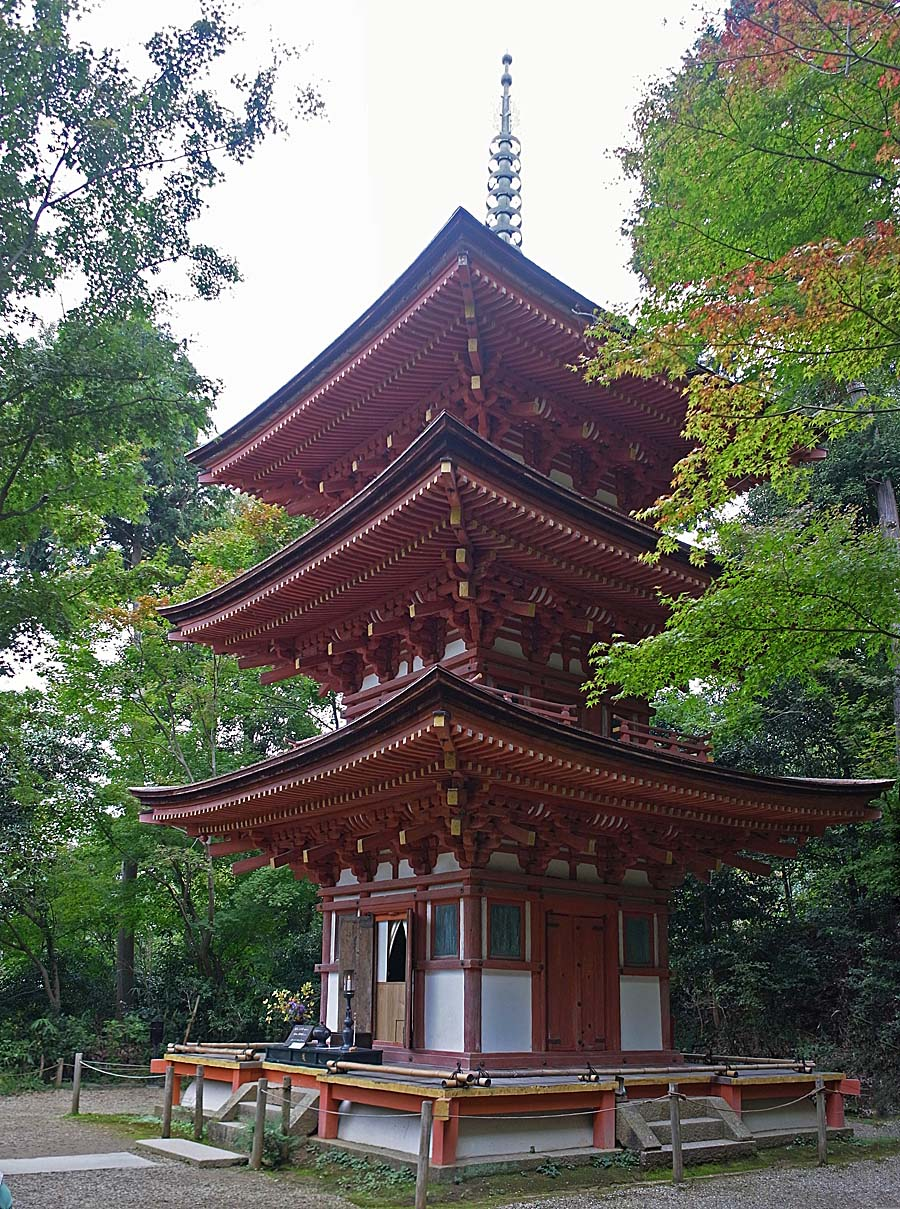
三重塔
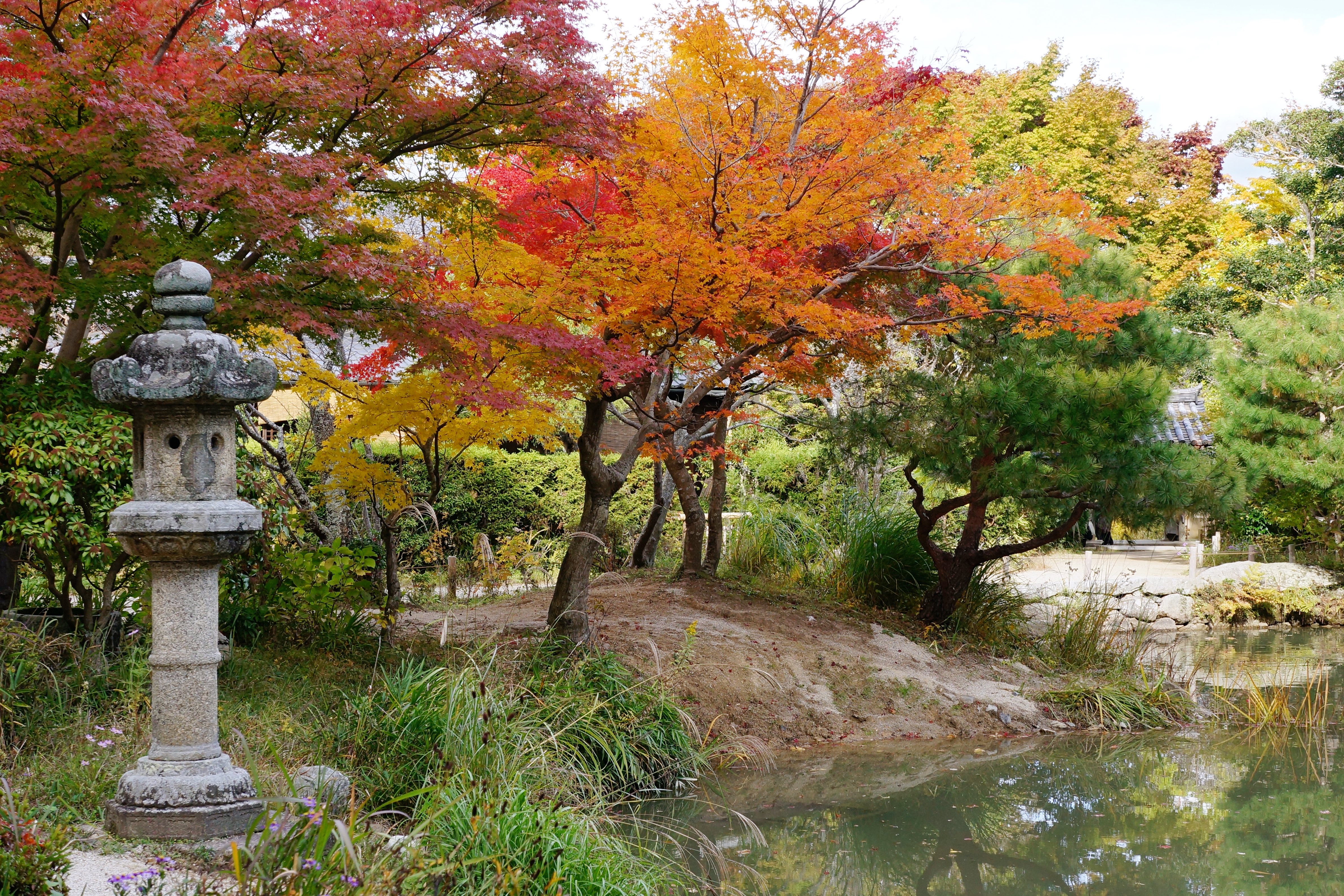
本堂前の石燈籠（重要文化財）
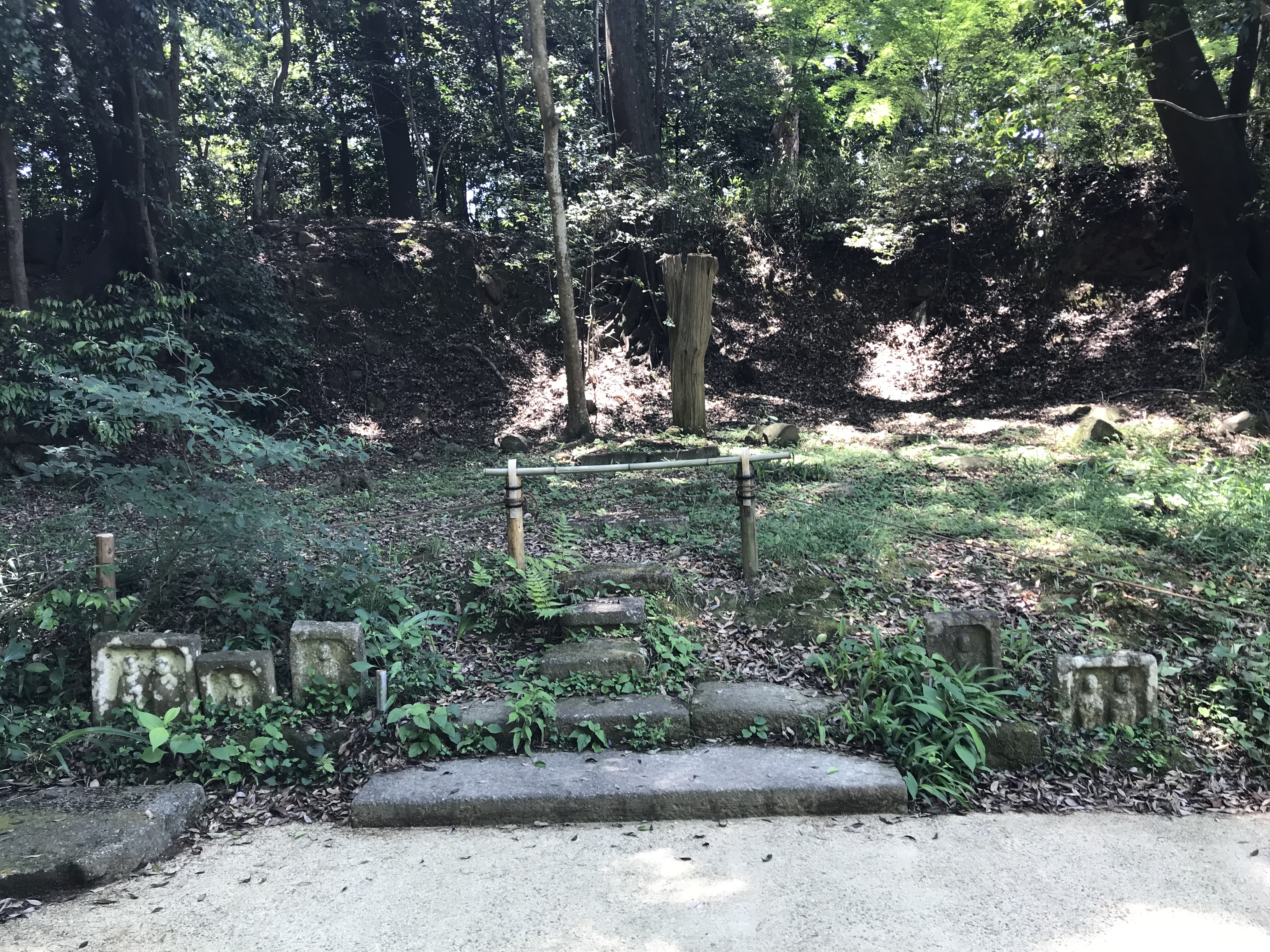
鎮守社跡
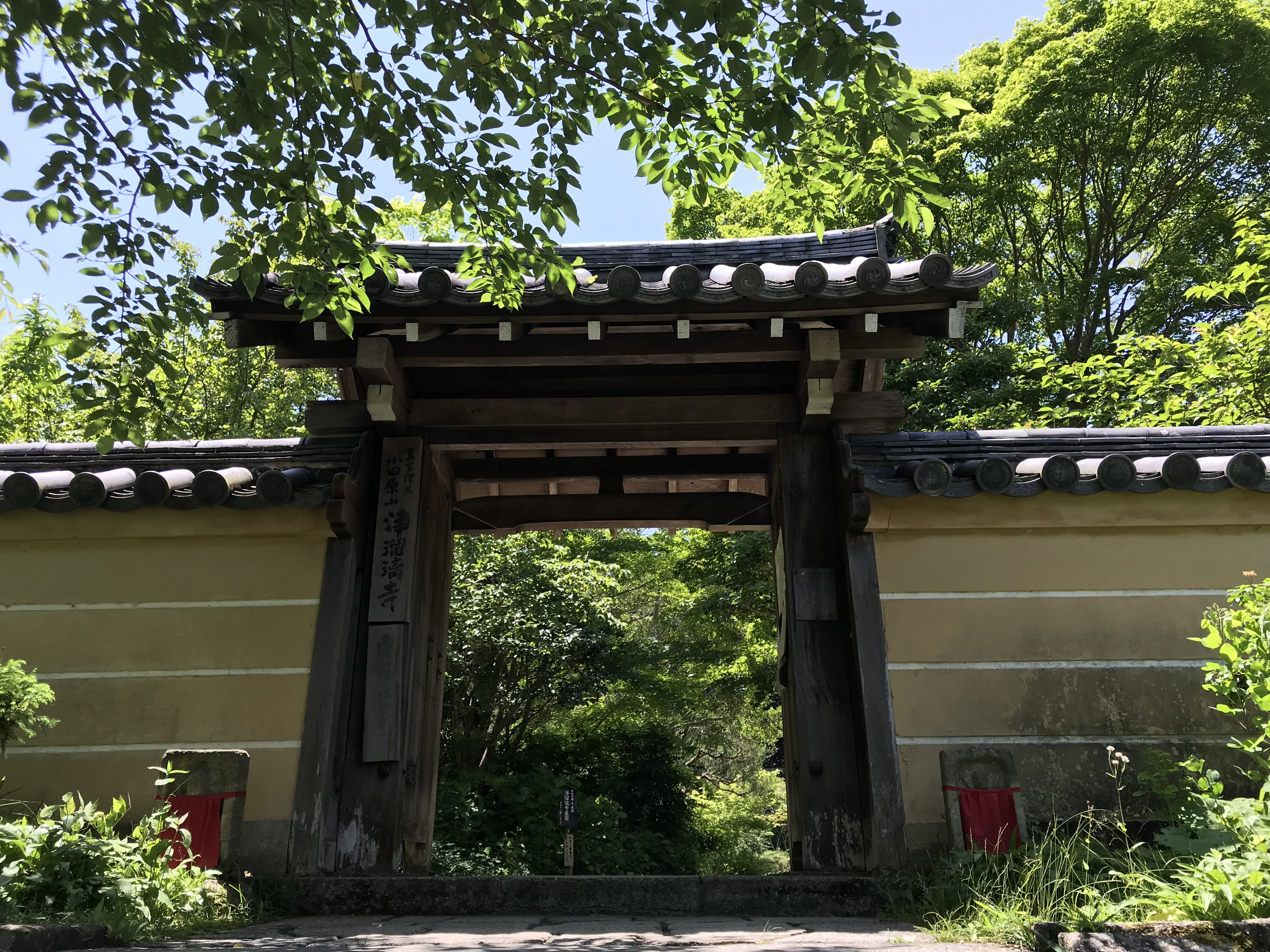
山門
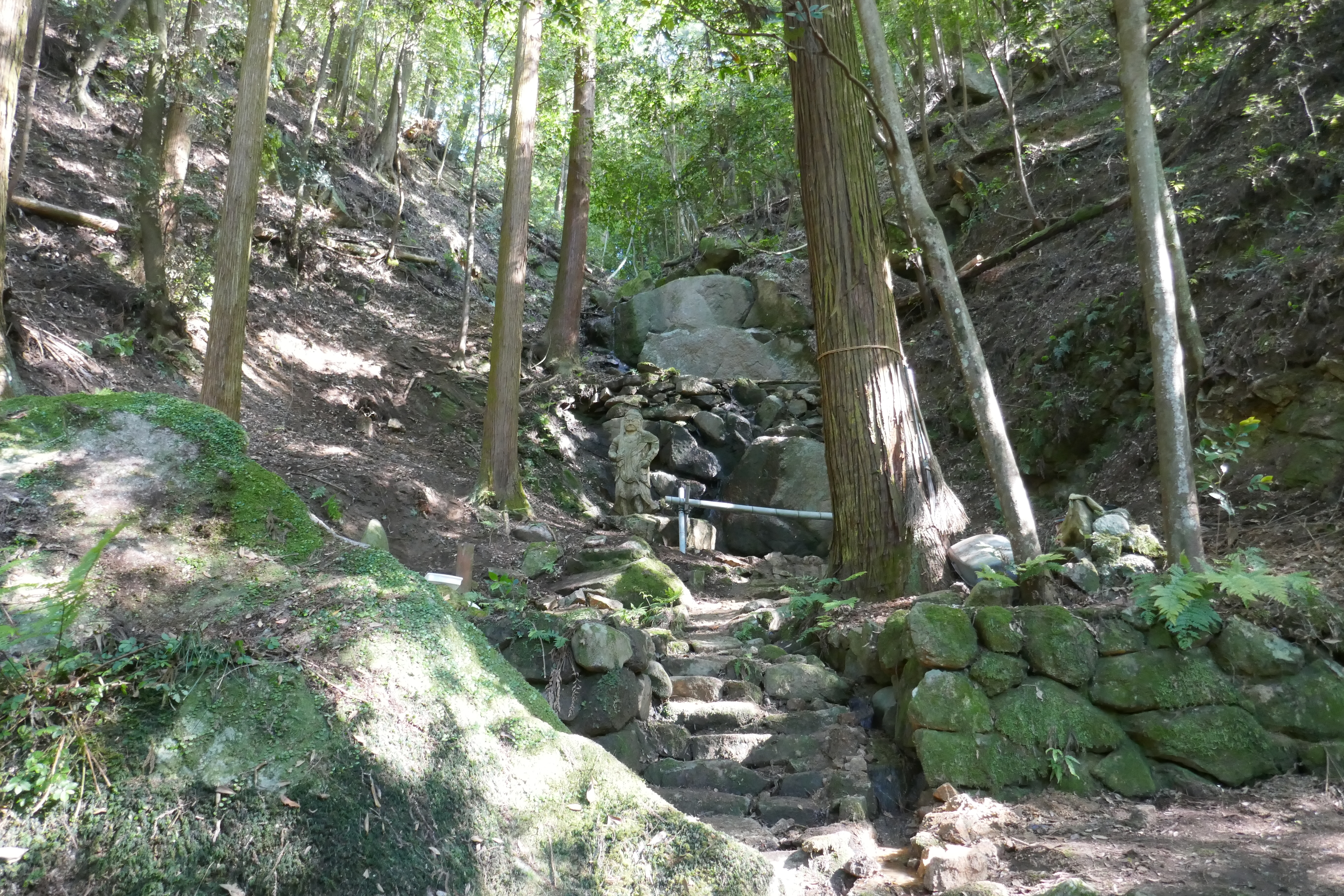
奥之院（2022年5月29日清掃活動直後の様子。石垣下より。）
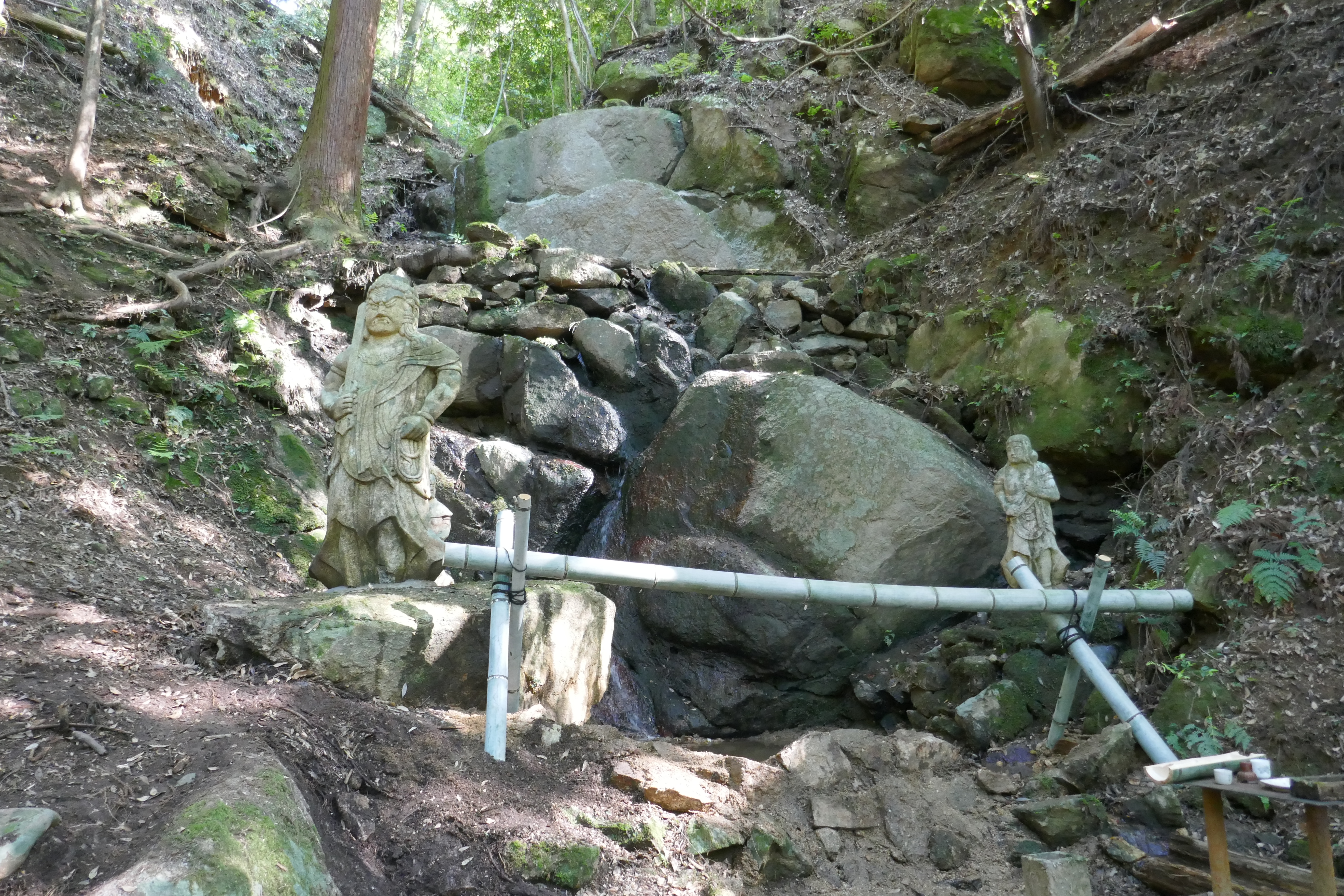
奥之院（2022年5月29日清掃活動直後の様子。前景。）
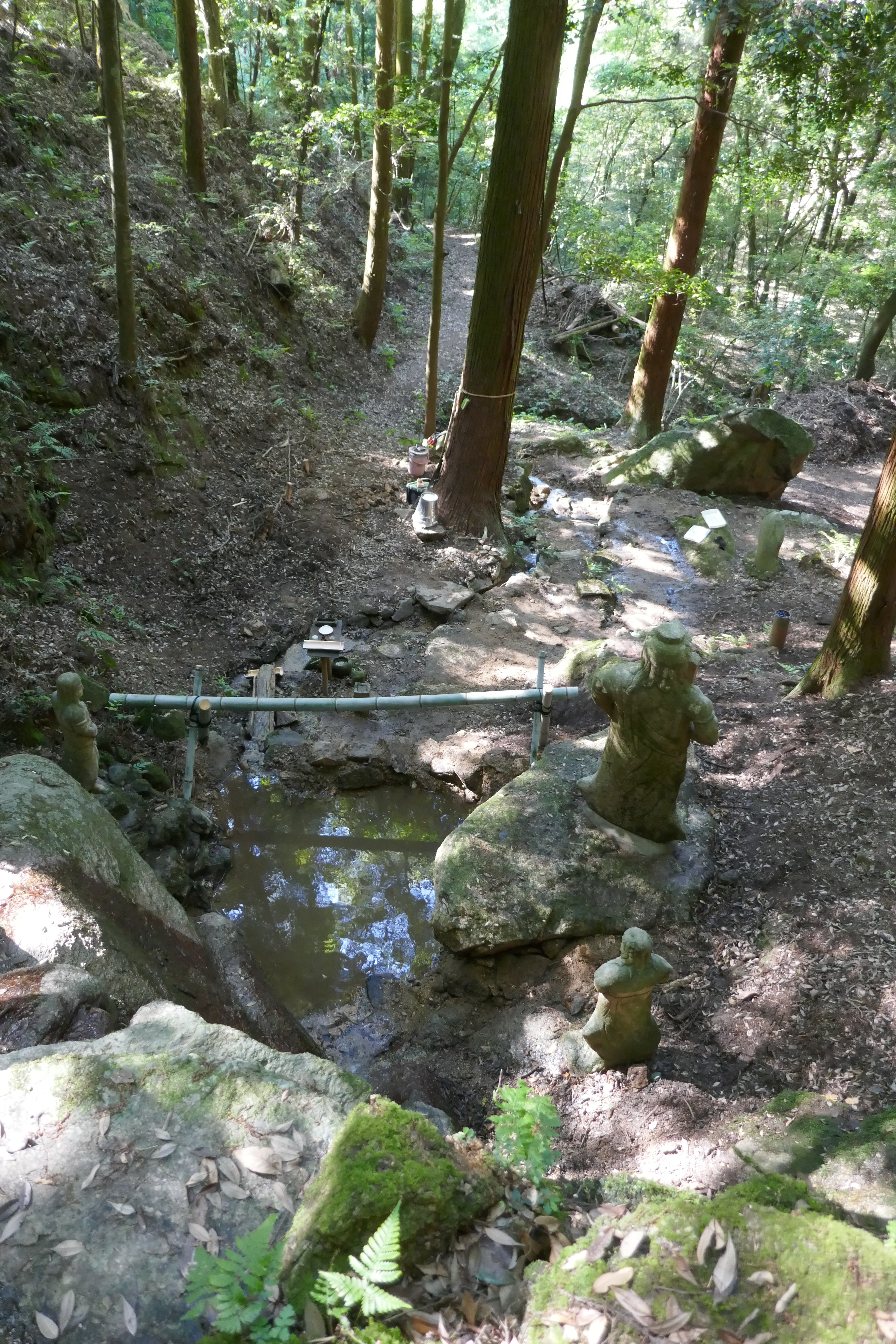
奥之院（2022年5月29日清掃活動直後の様子。上から。）
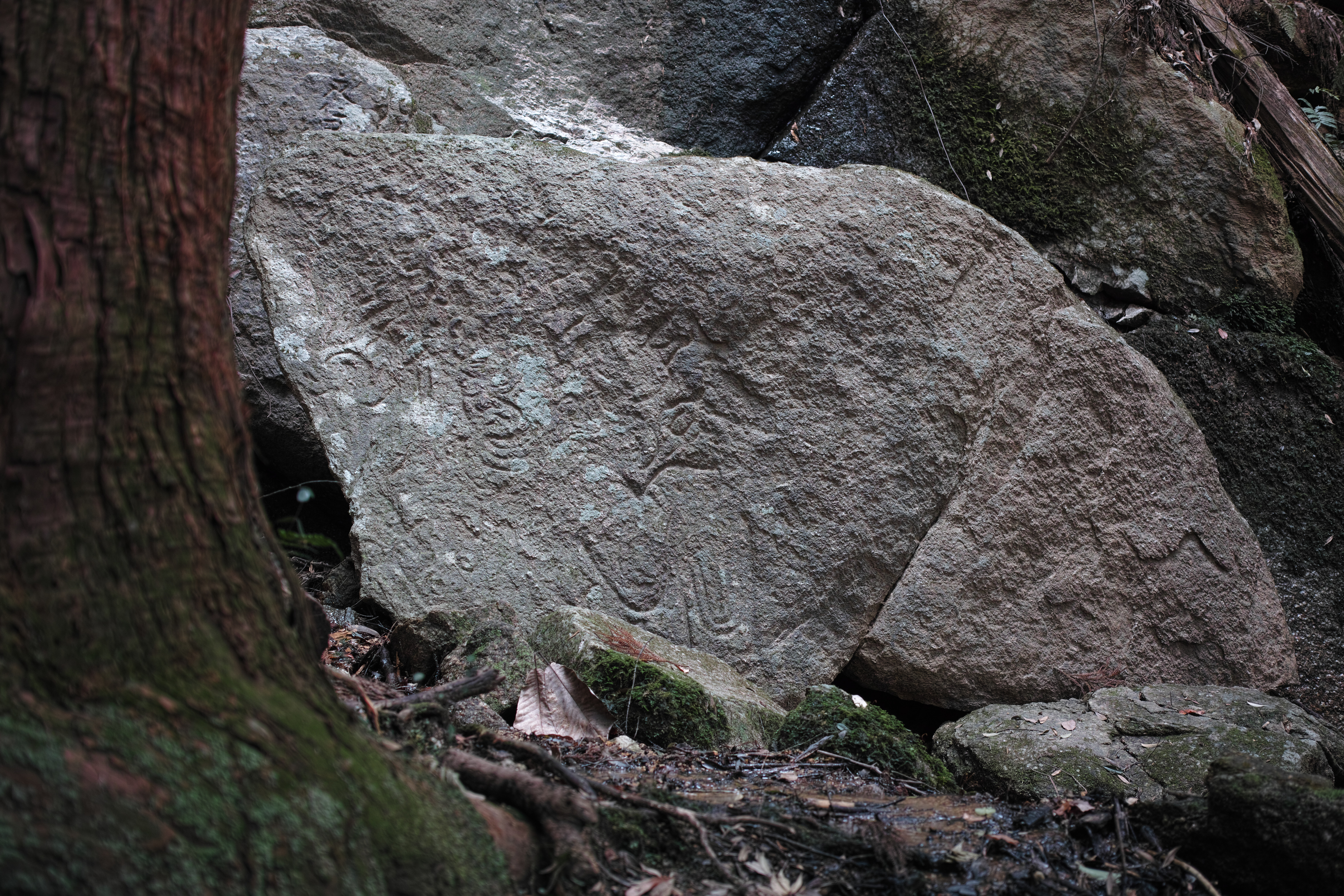
瑠璃不動磨崖仏（上半身）
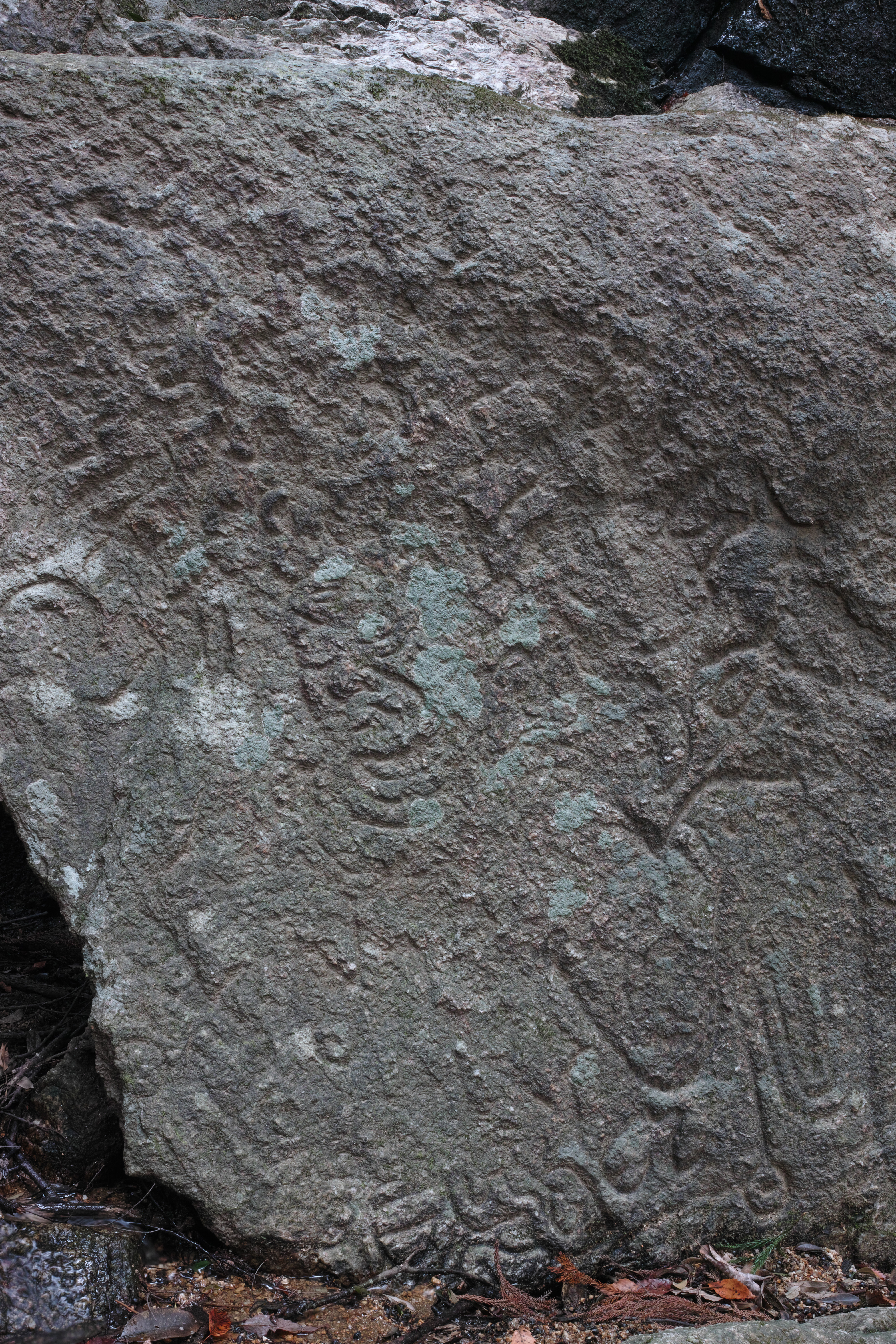
瑠璃不動磨崖仏（上半身を近くから）
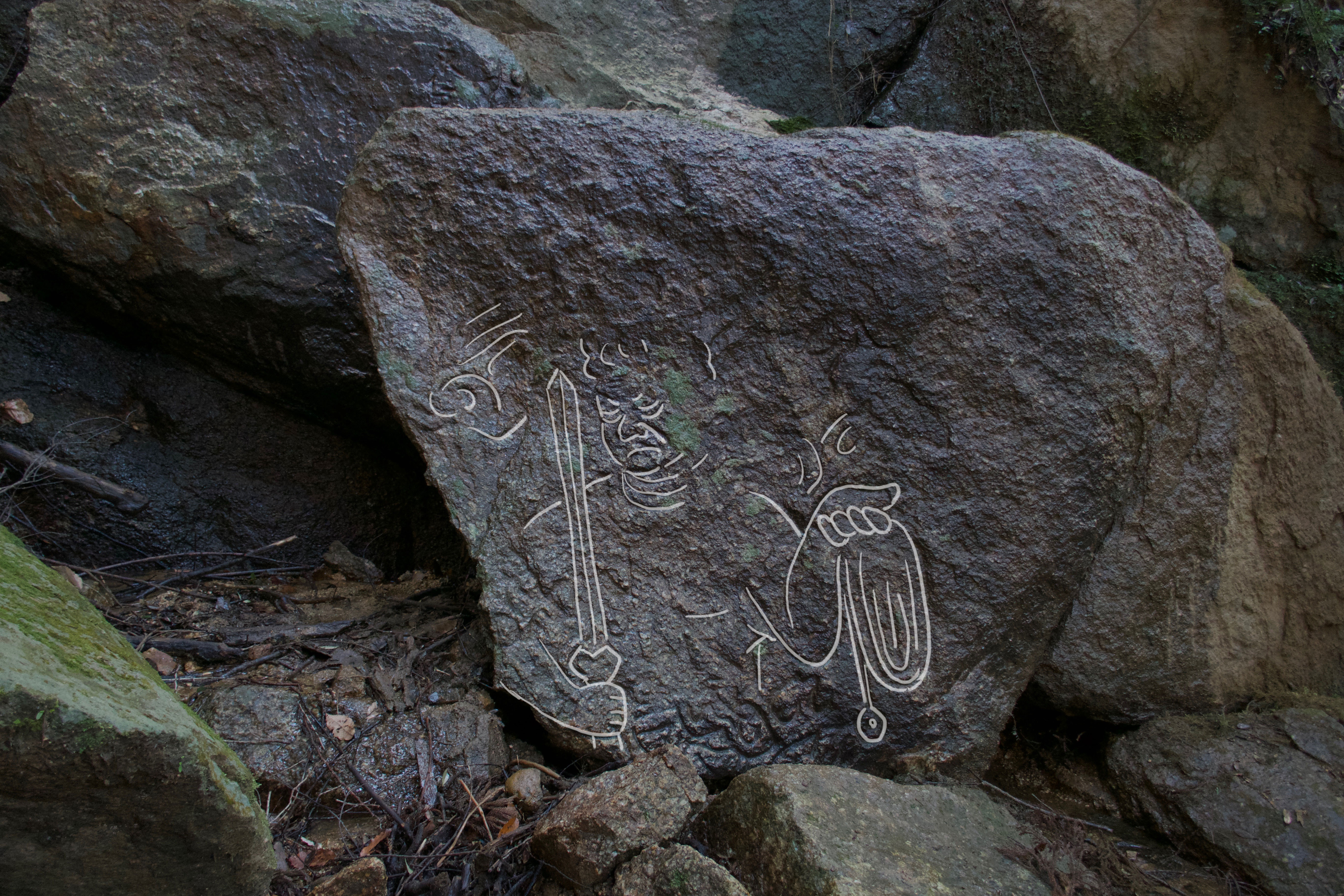
瑠璃不動磨崖仏（像容のヒントを白い線で加筆）
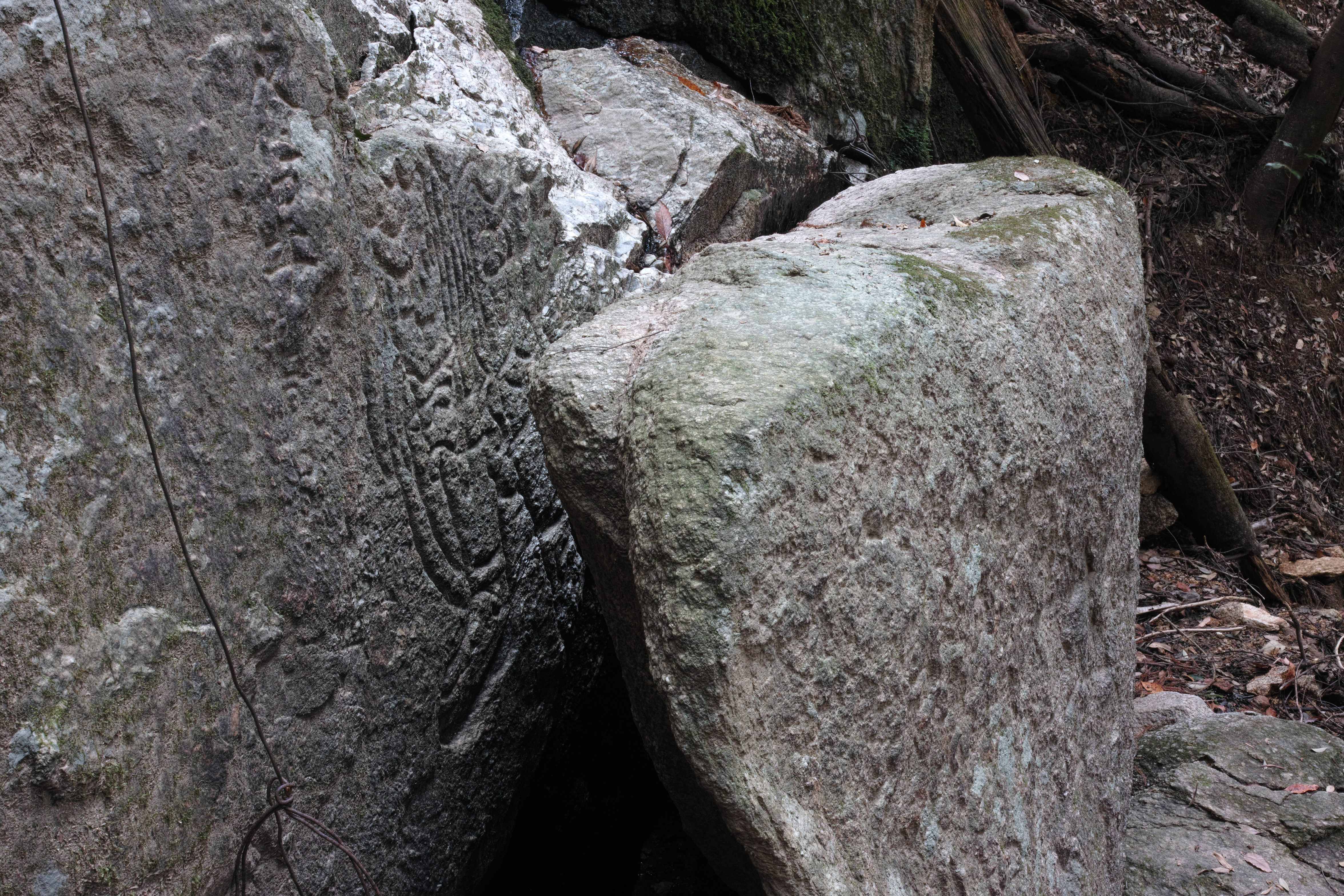
瑠璃不動磨崖仏（下半身の前に剥落した上半身がずり落ちている）
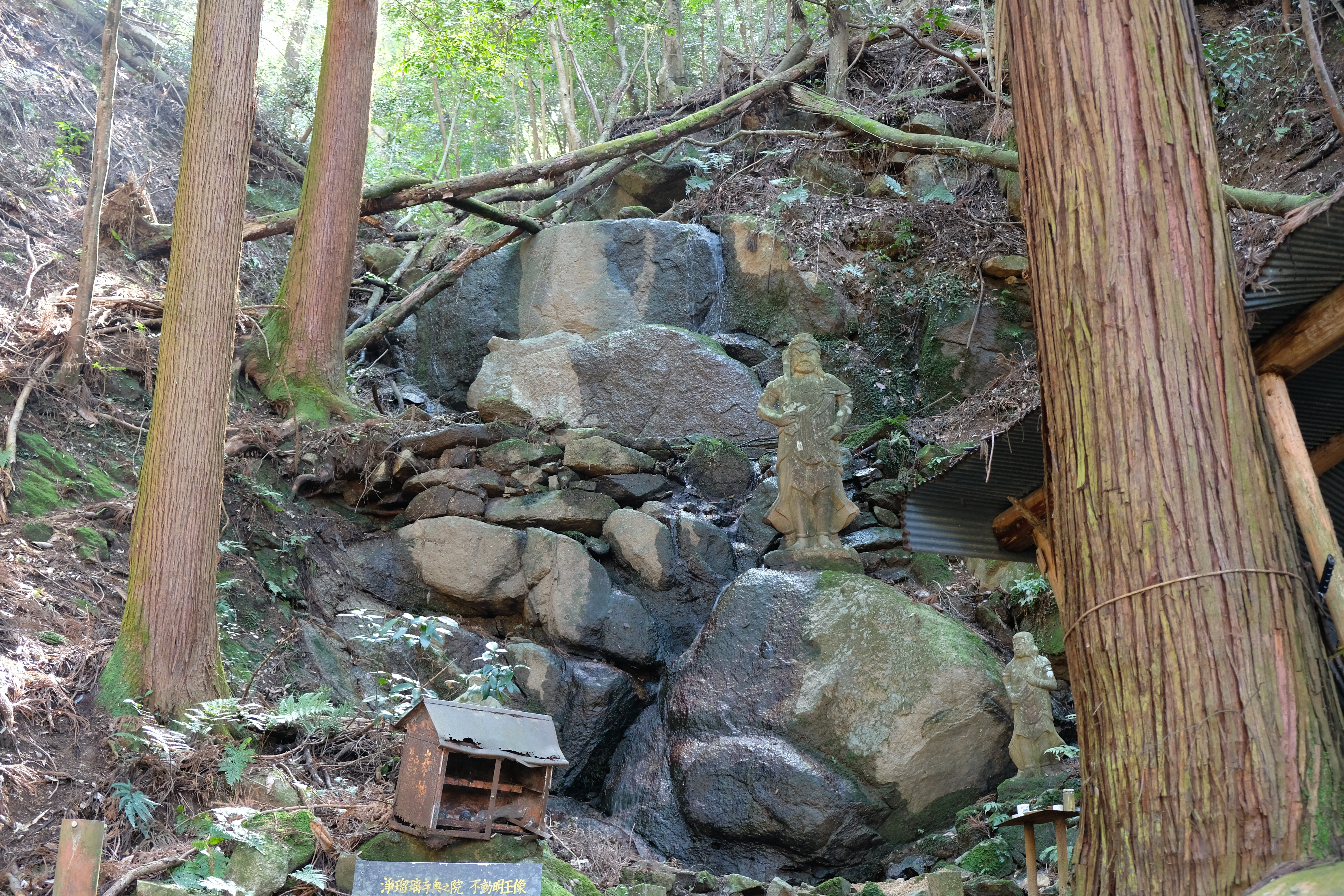
落石で荒れた奥之院（2020年2月の様子。手前には、丸彫の不動明王石仏が立っている。）
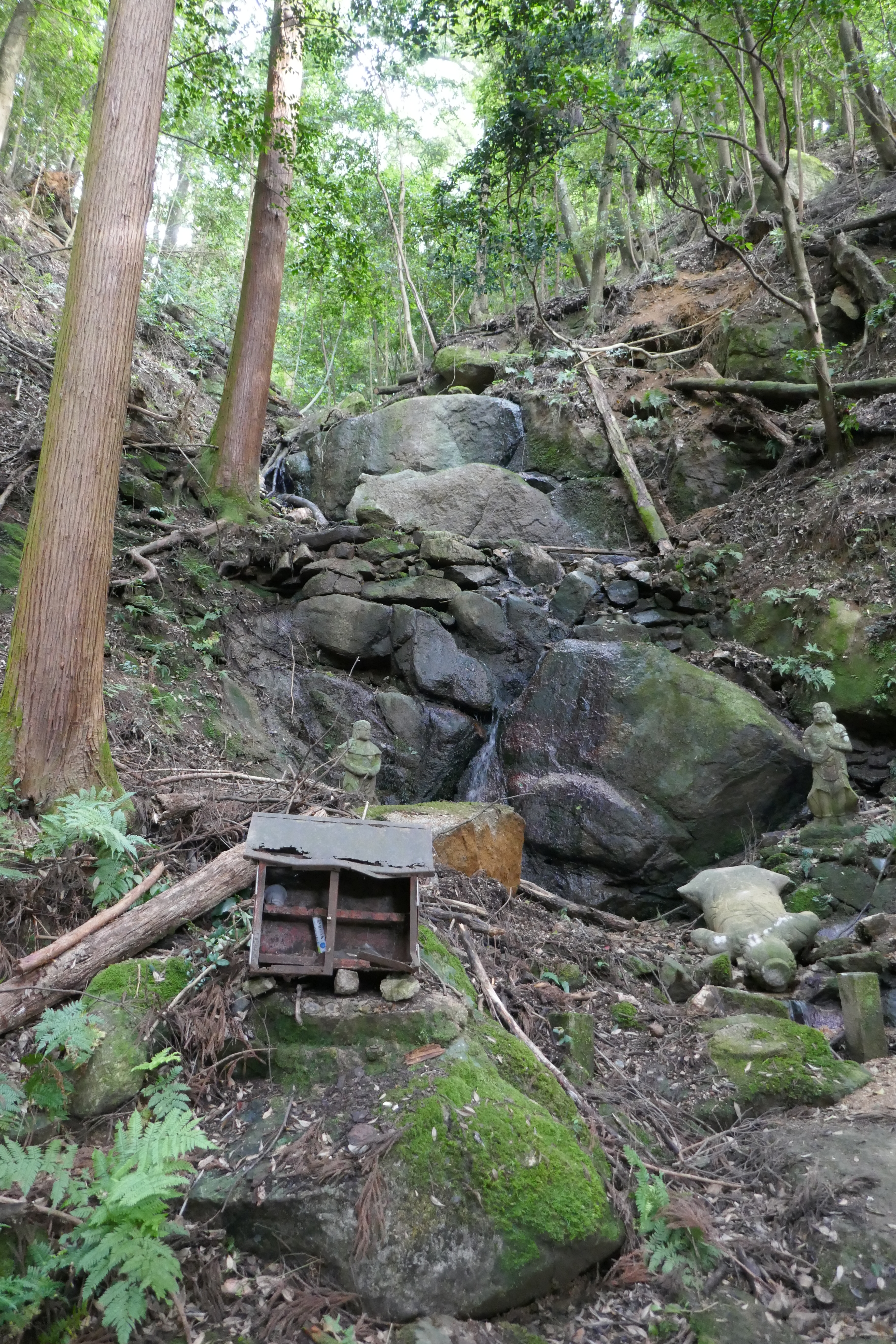
落石で荒れた奥之院（2020年6月の様子。手前には、丸彫の不動明王石仏が倒れていた。）

## 文化財

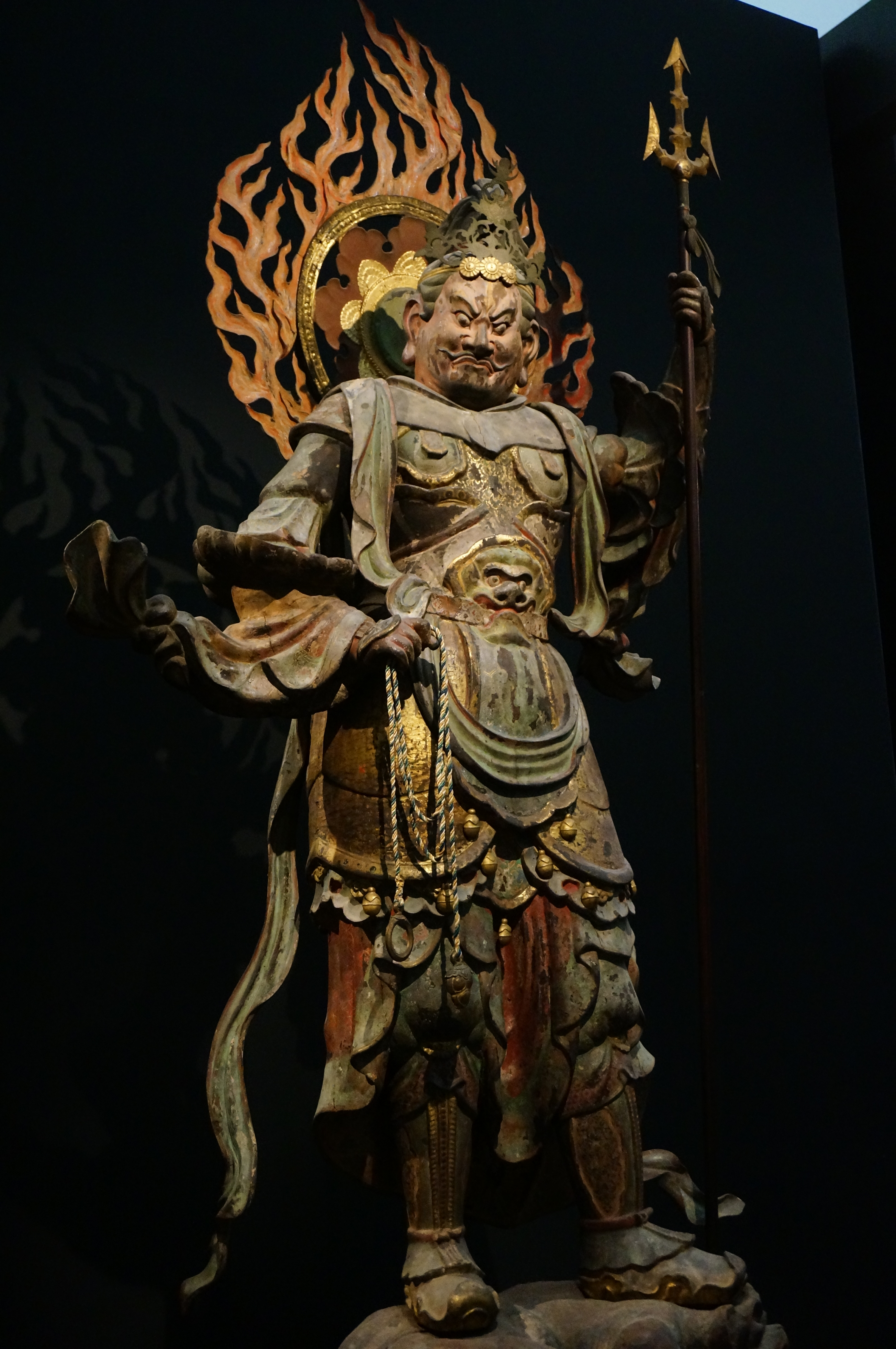
東京国立博物館に貸与、展示中の四天王のうちの広目天

### 国宝
- 本堂 - 解説は前出。
- 三重塔 - 解説は前出。
- 木造阿弥陀如来坐像 9躯 - 解説は前出。他に近世以前の九体阿弥陀像があるのは、江戸時代の作になるが、東京都世田谷区の九品仏浄真寺のみである。
- 木造四天王立像 4躯 - 解説は前出。

### 重要文化財
- 厨子入木造吉祥天立像（附：吉祥天摺仏 59枚（像内納入品）、革製厨子金具形残欠8片） - 解説は前出。
- 木造地蔵菩薩立像 - 像高157.6センチメートル。平安時代。檜材一木造。彫眼。彩色。矢田型（右手に錫杖を持たない）。九体阿弥陀の中尊の向かって右に安置。通称子安地蔵。
- 木造地蔵菩薩立像 - 像高97.0センチメートル。矢田型。平安時代。東京国立博物館に寄託[注 5]。
- 木造不動明王及び二童子像 - 中尊像高99.5センチメートル。檜材寄木造。玉眼、彩色、截金。本堂内、向かって右方に安置。鎌倉時代。もとは護摩堂の本尊であったと考えられる。不動明王の左脇に合唱する矜羯羅童子、右脇に棒を立て顎を置く制多迦童子が立つ不動三尊形式である[40]。
- 木造馬頭観音立像 - 像高106.3センチメートル。彫眼。彩色。四面三眼八臂。仁治2年（1241年）の作。奈良国立博物館に寄託。
- 木造薬師如来坐像 - 三重塔本尊。像高85.7センチメートル。一木割矧ぎ造。彫眼。彩色。建立当初の本尊。平安時代の作。開扉は毎月8日、彼岸中日、正月三が日のみ。なお、2009年（平成21年）に堂内に侵入したアライグマにより被害を受け、2009年6月から約半年の間拝観不可となる。
- 三重塔初重壁画十六羅漢像 16面 - 十六羅漢図像は、平安時代の絵画資料として貴重。柱には鎌倉末期の八方天立像が描かれている。
- 石灯籠 2基 - 南北朝時代。本堂前と三重塔前にある。花崗岩。六角型（般若寺型）。塔前のものには「貞治五年（1366年）丙午正月十一日造立之為法界衆生願主阿闍梨祐実」の銘が刻まれている。
- 浄瑠璃寺流記事（附：浄瑠璃寺縁起） - 南北朝時代。

出典：2000年までに指定の国宝・重要文化財の名称は、『国宝・重要文化財大全 別巻』（所有者別総合目録・名称総索引・統計資料）（毎日新聞社、2000）による。

### 国の特別名勝・史跡
- 浄瑠璃寺庭園

庭園については「浄瑠璃寺流記事」の久安6年（1150年）に池の掘削や石を立てる記述が最も古く、その後元久2年（1205年）や応永17年（1410年）にも池の補修や浚渫を行った記述が見られる。寛永2年（1625年）に編纂された「浄瑠璃寺縁起」が寺の復興の勧進に用いられたことから池の浚渫も行われたと考えられるが、それ以後池の浚渫の記録は見られず、昭和時代には池水は著しく汚濁していた。この状態を改善すべく境内の整備を目的に昭和50年（1975年）から発掘調査と整備事業が行われた。池の中島はこの調査の前は檜が林立し馬酔木が茂っていたが、発掘調査ではその下から「丸石を敷き詰めた州浜」の遺構が見つかり、昭和51年に発掘調査に基づいた整備が行われ、昭和60年（1985年）に特別名勝に指定された。この整備後30年以上が経過し、庭園の荒廃や州浜の毀損が目立つようになり平成22年から再度発掘調査と保存修理事業が行われた。この工事では「昭和整備完成時の姿の回復を目指しつつ、発掘調査において作庭時の姿に関する新たな知見が得られた場合には、庭園構造や利用形態の変遷にも留意しながら、可能な範囲で復元的整備に努める」ことを目標として、池の浚渫と中島の整備、池周囲の護岸の修理、樹木の伐採および移植、参道や園路の修理、一部の建物の整備修理などが実施された。

### 京都府登録有形文化財
- 当尾磨崖仏不動明王立像 - 永仁4年（1296年）作。
- 絵仏具 - 11個。本堂須弥壇に飾られていたもの。

### 京都府暫定登録有形文化財
- 灌頂堂

## 前後の札所
仏塔古寺十八尊
9 久米寺　-　10 浄瑠璃寺　-　11 金剛三昧院
西国薬師四十九霊場
36 弥勒寺　-　37 浄瑠璃寺　-　38 法界寺
関西花の寺二十五霊場
15 岩船寺　-　16 浄瑠璃寺　-　17 般若寺
神仏霊場巡拝の道
127 毘沙門堂　-　128 浄瑠璃寺　-　129 岩船寺

## 所在地
- 京都府木津川市加茂町西小札場40

## 拝観
浄瑠璃寺は境内には無料で入場できるため、庭園や国宝の本堂・三重塔などの外観や三重塔内拝観日における塔内拝観は自由にできる。本堂の堂内への入場（木造阿弥陀如来坐像9体等の拝観）は有料である。

## アクセス
- JR大和路線加茂駅からコミュニティバス当尾線で約20分、「浄瑠璃寺前」下車すぐ
  - 木津川市公共交通マップ
  - 当尾線時刻表
- 木津川市の要請に基づき、JR奈良駅 - 近鉄奈良駅 - 浄瑠璃寺の間に奈良交通バス加茂線（急行〔112〕系統）が通年運行されていたが、木津川市の決定により、2020年8月1日より毎年4月、5月、11月の土日祝日のみ運行の「お茶の京都 木津川古寺巡礼バス」に代わった[46]。
  - 2021年の「お茶の京都 木津川古寺巡礼バス」の案内

## 周辺
- 当尾磨崖仏文化財環境保全地区 - 路傍に石仏が多数存在する地区で、浄瑠璃寺と岩船寺を結ぶルートは特にその密度が高い。
- 岩船寺
- 白山神社
- 中川寺跡